# Münchner Räterepublik

1. FF0000 Karte Bayerns (inklusive Pfalzbayern) innerhalb der Weimarer Republik

Die Münchner Räterepublik, auch Bayerische Räterepublik genannt, wurde am 7. April 1919 ausgerufen. Sie stellte den etwa vier Wochen währenden Versuch dar, im fünf Monate zuvor gegründeten Freistaat Bayern eine sozialistische Räterepublik zu etablieren.
Die Ausrufung des bayerischen Freistaats war im Zuge der Novemberrevolution erfolgt, die ab Anfang November 1918 mit dem Ende des Ersten Weltkriegs einhergegangen war und das ganze Deutsche Reich erfasst hatte. Nach dem bayerischen König Ludwig III. waren Ende 1918 auch alle weiteren Monarchen und herrschenden Fürsten der deutschen Teilstaaten, einschließlich des deutschen Kaisers Wilhelm II., geflohen oder gestürzt worden. Nahezu überall in Deutschland, so auch in Bayern, hatten sich revolutionäre Arbeiter- und Soldatenräte gebildet. In der Folge dieser Revolution kam es zu Auseinandersetzungen, in denen eine Koalition aus Vertretern eines parlamentarischen politischen Systems, antidemokratisch gesinnten Freikorps und nationalkonservativ geprägten Reichswehrtruppen den Widerstand der sozialistisch orientierten Räterepublik (der sog. „Roten Armee“) blutig niedergeschlagen und die aus der Novemberrevolution hervorgegangenen Rätestrukturen zerschlagen worden waren. Reichsweit wurden nach der militärischen Niederschlagung der Rätebewegung durch die Freikorps in Rheinland-Westfalen, Bremen, Mitteldeutschland und Berlin und zuletzt in Bayern Ende Juli mit Verabschiedung der Weimarer Verfassung parlamentarische Staatsstrukturen als Grundlage der etwa 13 Jahre dauernden Weimarer Republik in Deutschland geschaffen.
Der als Ergebnis der Revolution aus dem vormaligen Königreich Bayern am 8. November 1918 von Kurt Eisner (USPD) ausgerufene „Freistaat“ geriet nach dem am 21. Februar 1919 ausgeführten tödlichen Mordanschlag auf Eisner, dem ersten Ministerpräsidenten der bayerischen Republik, in eine Krise, die zur Spaltung der vorher schon relativ heterogenen und instabilen revolutionären Bewegung in Bayern führte. Im Zuge dieser von einem politischen Machtvakuum geprägten Krise sprachen sich die einander gegenüberstehenden Interessengruppen gegenseitig die Legitimation für eine neue Regierungsbildung ab. Dennoch wählte der Landtag eine SPD-geführte Minderheitsregierung unter der Ministerpräsidentschaft von Johannes Hoffmann (MSPD); die Regierung Hoffmann amtierte ab dem 17. März 1919.
Am 7. April 1919 wurde vom Zentralrat der bayerischen Republik unter Ernst Niekisch und dem Revolutionären Arbeiterrat in München die bayerische Räterepublik ausgerufen. Hoffmann geriet in München in die Defensive, wurde für abgesetzt erklärt und wich mit seinem Kabinett nach Bamberg aus. In ihrer Führung war die Räterepublik zunächst von pazifistischen und anarchistischen Intellektuellen wie Ernst Toller, Erich Mühsam und Gustav Landauer geprägt. Nach dem von Rotgardisten unter dem Kommando Rudolf Egelhofers vereitelten – gegen die Räterepublik gerichteten – sogenannten Palmsonntagsputsch dominierten ab 13./14. April führende KPD-Mitglieder wie Eugen Leviné, Max Levien und Egelhofer selbst (als Münchner Stadtkommandant) die Räteregierung. Die Münchner Räterepublik hatte sich von Anfang an paramilitärischer Angriffe der von Bamberg aus mobilisierten Freikorpsverbände zu erwehren, die wenig später von regulären, durch die Reichsregierung in Marsch gesetzten Armee-Einheiten verstärkt wurden. Bis zum 2. Mai 1919 unterlag die Räterepublik schließlich deren militärischer Übermacht. Rund 2000 vermeintliche oder tatsächliche Anhänger der Räterepublik wurden in den nachfolgenden Wochen mit Haftstrafen sanktioniert, von Standgerichten zum Tode verurteilt oder unmittelbar ermordet.
Bayern entwickelte sich nach der blutigen Niederschlagung der Räterepublik zur konservativ-nationalistischen „Ordnungszelle“ im Deutschland der Weimarer Republik, in der die „Brutstätten“ des Nationalsozialismus entstanden.

## Überblick
Am Ende des Ersten Weltkriegs kam es angesichts der sich spätestens ab Ende September 1918 abzeichnenden Kriegsniederlage Deutschlands und Österreich-Ungarns sowie der aus der Unterversorgung resultierenden Not zur Novemberrevolution im Deutschen Reich. Die Revolution breitete sich innerhalb weniger Tage ausgehend vom Matrosenaufstand in Wilhelmshaven und Kiel im gesamten Reich aus und erfasste auch das Königreich Bayern und dessen Hauptstadt München – noch vor der Reichshauptstadt Berlin.

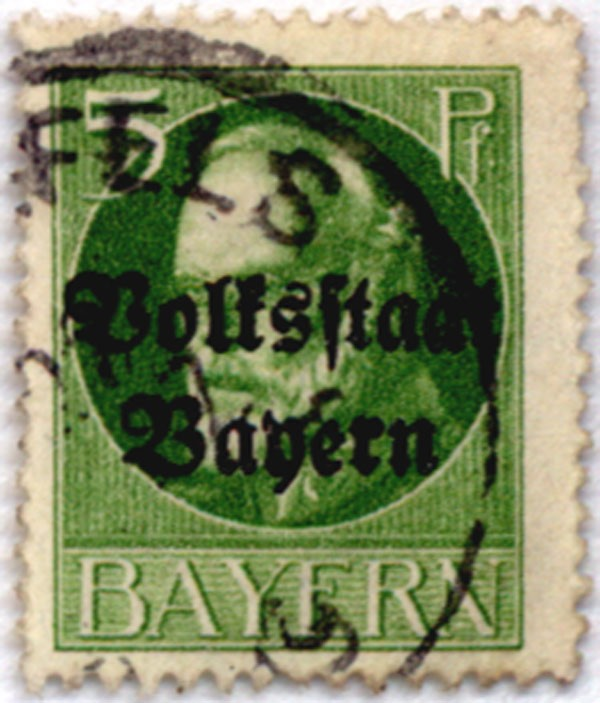
Briefmarke der Bayerischen Republik – mit dem nachträglichen Aufdruck „Volksstaat Bayern“ – nach der Absetzung des abgebildeten Königs Ludwig III.

Als erster deutscher Monarch war am 7. November 1918 der bayerische König Ludwig III. geflohen. Damit ging die seit 1180 dauernde Herrschaft der Wittelsbacher zu Ende. Kurt Eisner von der Unabhängigen Sozialdemokratischen Partei (USPD) rief den „Freien Volksstaat Bayern“ aus und wurde vom Arbeiter-, Bauern- und Soldatenrat zum ersten Ministerpräsidenten der bayerischen Republik gewählt.
Sofort begann eine massive Propaganda von Adel, bürgerlicher Presse, Kirchen und Militärs gegen die neue Regierung „von Jehovas Zorn“, die mit Acht-Stunden Tag, allgemeinem und Frauenwahlrecht eine neue vorläufige Verfassung brachte. Aber auch die Anerkennung der deutschen Kriegsschuld empörte die monarchistischen Kreise.
Am 12. Januar 1919 fand nach einem neuen allgemeinen Wahlrecht die Wahl zu einem verfassunggebenden Landtag statt, bei der die USPD eine schwere Niederlage hinnehmen musste.
Nachdem Eisner am 21. Februar 1919, kurz vor seiner geplanten Rücktrittserklärung, von dem Attentäter Anton Graf von Arco auf Valley ermordet worden war, wurde die Landtagssitzung nach Tumulten, die zwei weitere Todesopfer zur Folge hatten, vertagt. Als provisorische Regierung konstituierte sich ein „Zentralrat der bayerischen Republik“ unter Ernst Niekisch (SPD, später USPD). In der Folgezeit spitzten sich die Machtkämpfe zwischen Anhängern des Rätesystems und des pluralistischen Parlamentarismus zu.
Am 17. März wurde Johannes Hoffmann (SPD) als Vertreter einer pluralistisch-parlamentarischen Demokratie vom Landtag zum Ministerpräsidenten Bayerns gewählt. Gegen dessen Regierung kam es am 7. April zur Bildung des Zentralrat der Räterepublik, die sich in zwei Phasen aufteilen lässt: Die erste war in ihrer Führung dominiert von pazifistischen und anarchistischen Intellektuellen, die zweite von Anhängern und Mitgliedern der Kommunistischen Partei Deutschlands.
Ab Mitte April griffen vom inzwischen nach Bamberg ausgewichenen Kabinett Hoffmann zu Hilfe gerufene Freikorpseinheiten, vereinzelt auch als Weiße Truppen bezeichnet, die Verteidiger der Räterepublik an und eroberten zusammen mit aus Berlin entsandten Reichswehrverbänden München bis zum 2. Mai 1919 zurück. Im Laufe der Kämpfe kam es zu Grausamkeiten, bei denen hunderte Menschen starben, in der Mehrzahl als Opfer der Freikorps.
Die Errichtung der Räterepublik sowie verschiedene Entwicklungen im Revolutionsverlauf, zum Beispiel das Vorgehen der SPD-Spitze mit ihrem Rückgriff auf reaktionäre und republikfeindliche militärische und paramilitärische Verbände zur Niederschlagung der Räterepublik, begünstigten nationalistische Kräfte in Bayern. In den 1920er Jahren wurde Bayern zur „Ordnungszelle“ des Deutschen Reiches. Hier begann auch die politische Karriere des späteren Diktators Adolf Hitler, der 1923 in München mit einigen Anhängern den erfolglosen „Hitlerputsch“ durchführte.

## Chronik
1918
- 29. Oktober–3. November: Die Meuterei von Besatzungen der Hochseeflotte in Wilhelmshaven und der sich daran anschließende Kieler Matrosenaufstand lösen innerhalb weniger Tage reichsweit die Novemberrevolution aus.
- 7./8. November: Die Revolution erreicht München. König Ludwig III. flieht und wird für abgesetzt erklärt. Kurt Eisner (USPD) ruft im Mathäser-Bräu die Republik aus und verkündet den Freien Volksstaat Bayern. Der Arbeiter-, Bauern- und Soldatenrat wählt ihn zum Ministerpräsidenten Bayerns.
- 9. November: In Berlin wird zuerst von Philipp Scheidemann eine (parlamentarische) „deutsche Republik“, kurz darauf von Karl Liebknecht eine „sozialistische Republik“ für ganz Deutschland ausgerufen, nachdem die (zu dem Zeitpunkt noch unzutreffende) Abdankung des Kaisers proklamiert worden war.
- 11. November: Vertreter der Alliierten und des Deutschen Reiches unterzeichnen einen Waffenstillstand, der das Ende des Ersten Weltkriegs bedeutet.
- 12. November: Der König von Bayern entbindet in der Anifer Erklärung die Beamten vom Treueid auf seine Person, nachdem er eine Abdankung verweigert hat.[4]

1919
- Januar: Spartakusaufstand in Berlin. Nach dessen militärischer Niederschlagung werden die führenden Gründer der KPD, Rosa Luxemburg und Karl Liebknecht, am 15. Januar von Freikorpssoldaten ermordet.
- 10. Januar bis 4. Februar: Bremer Räterepublik

Die Ereignisse in Bayern, vor allem in München:
- 5. Januar: Das Kabinett Kurt Eisners verabschiedet ein „vorläufiges Staatsgrundgesetz für den Volksstaat Bayern“.
- 7. Januar: Etwa 4000 arbeitslose Rüstungsarbeiter demonstrieren auf der Theresienwiese für eine höhere Arbeitslosenunterstützung. Die Schutzwache geht unter Maschinengewehrfeuer gegen die Menge vor.
- 11. Januar: In der Nacht werden nach einer Schießerei zwischen Militär und Linksradikalen zahlreiche Führer der Linken, darunter Max Levien und Erich Mühsam verhaftet. Demonstranten erzwingen anderntags ihre Freilassung. Bei einer Kundgebung mit den beiden gibt es bei Schießereien sechs Tote.
- 12. Januar: Wahl zum verfassunggebenden Landtag, die von KPD und Anarchisten boykottiert wird. Die USPD, die mehrheitlich für eine Räterepublik steht, erhält landesweit lediglich 2,5 % und unterliegt deutlich der SPD, der BVP, der DDP/DVP, und dem BB.
- 16. Februar: Massendemonstration auf der Theresienwiese, bei der die Ausrufung einer Rätedemokratie gefordert wird
- 21. Februar und Folgetage: Eisner wird, kurz vor seiner geplanten Rücktrittserklärung, auf dem Weg zum Landtag von Anton Graf von Arco auf Valley, einem völkischen Rechtsextremisten, ermordet. Nach darauf sich anschließenden Tumulten im Landtag mit Schusswechseln und zwei weiteren Todesopfern wird die Landtagssitzung vertagt. In der Folge konstituiert sich ein provisorisch regierender Zentralrat der bayerischen Republik unter Ernst Niekisch (SPD). Der Generalstreik wird ausgerufen und über München der Belagerungszustand verhängt.
- 4. März: Der Rätekongress lehnt die Bildung einer Koalitionsregierung zwischen SPD, USPD und dem damals als liberal geltenden Bayerischen Bauernbund sowie die Einberufung des Landtags und Neuwahlen der Räte zunächst noch ab.
- 17. März: Johannes Hoffmann (SPD) wird vom bayerischen Landtag zum Ministerpräsidenten gewählt. Die Auseinandersetzungen um die Frage „Räterepublik oder Parlamentarismus“ verschärfen sich.
- 21./22. März: Die Nachricht der Ausrufung einer sozialistischen Räterepublik in Ungarn unter Béla Kun gibt der Rätebewegung in Bayern neuen Auftrieb.

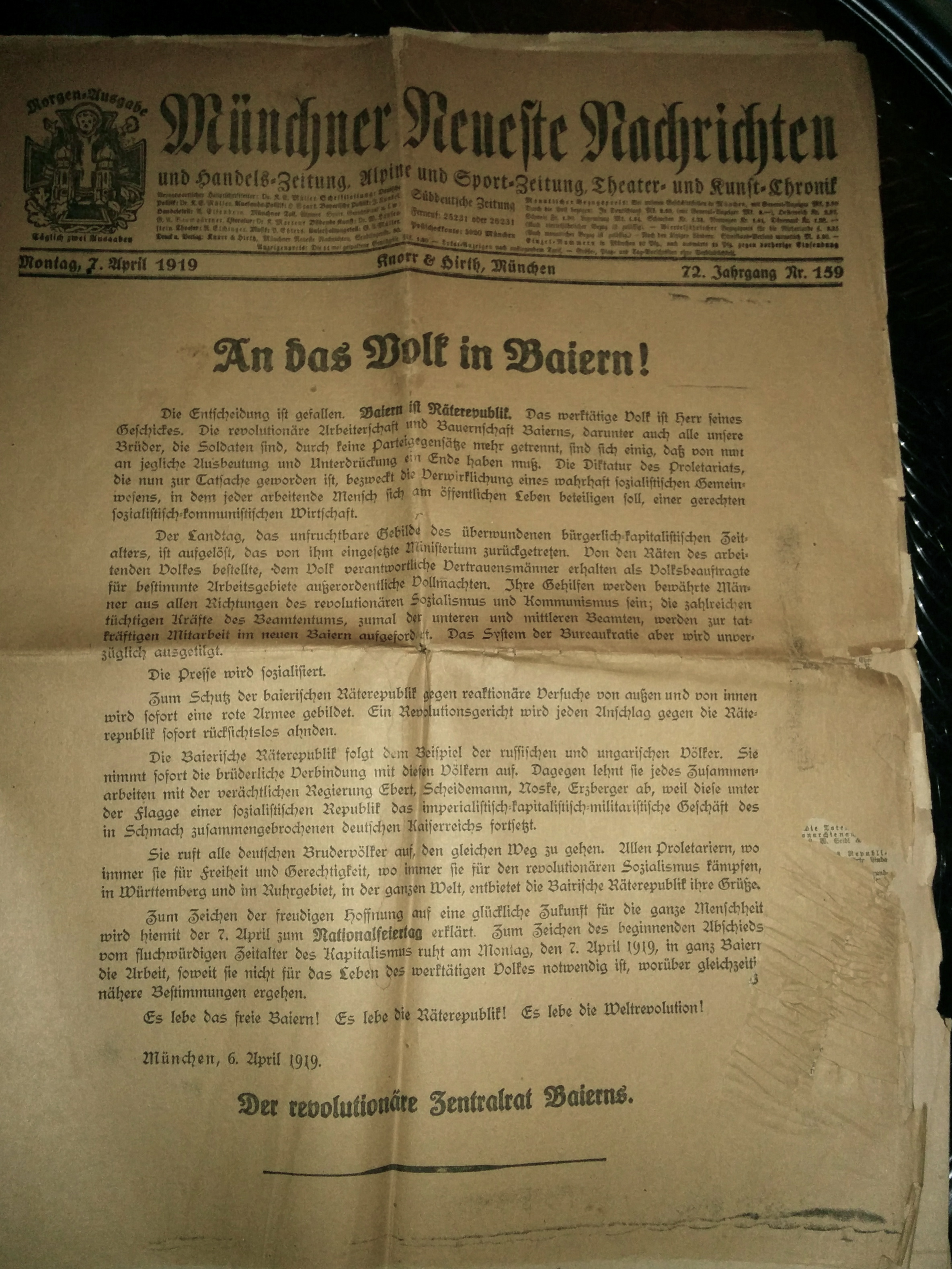
Titelseite der Münchner Neuesten Nachrichten vom 7. April 1919 mit der Deklaration der bayerischen Räterepublik, die folgende Seite enthielt die Aufgaben und Termine der einzelnen Räte

Münchner Räterepublik im engeren Sinn
- 7. April: Der Zentralrat und der Revolutionäre Arbeiterrat rufen die Räterepublik Baiern aus.
- 7. April bis 13. April: Erste Phase der Münchner Räterepublik unter Führung eines von linken Intellektuellen und Anarchisten dominierten „Zentralrats“. Das Kabinett Hoffmann flieht aus München nach Bamberg. Die Kabinettsmitglieder der USPD treten aus der Koalition aus und unterstützen die Räteregierung.
- 13. April: Ein mit Billigung der Bamberger Regierung angezettelter Putschversuch („Palmsonntagsputsch“) von Militärs der republikanischen Schutztruppe gegen die Räterepublik wird bei Straßenkämpfen um den Münchner Hauptbahnhof von Rotgardisten unter Rudolf Egelhofer (KPD) niedergeschlagen. Kommunisten setzen darauf den Zentralrat ab und übertragen die Regierung einem „Vollzugsrat“ unter Eugen Leviné und Max Levien. Gustav Landauer und Ernst Toller erkennen den Vollzugsrat an und beteiligen sich zunächst auch an der zweiten Phase der Räterepublik.
- 14. April: Ankündigung des Einsatzes von Freikorpseinheiten gegen die Räterepublik durch die Regierung Hoffmann.
- 15. April: Zunächst erfolgreiche Verteidigung der Räterepublik gegen den Versuch der Freikorps München einzukesseln.
- 16. April: Nach Ablehnung seines Kulturprogramms erklärt Gustav Landauer, resignierend über die Vorstellungen der KPD, seinen Rückzug aus der Politik für die kommunistische Räterepublik. – Am selben Tag gelingt es Einheiten der „Roten Armee“ unter dem Kommando Ernst Tollers, die in Dachau stehenden Freikorpsverbände zu schlagen (Schlacht um Dachau) und sie zunächst zum Rückzug zu zwingen. Auf Seiten der Freikorps fallen vier Offiziere, fünfzig Mann werden gefangen genommen, vier Geschütze gehen verloren. Die Rote Armee verliert acht Mann.
- 17. April: Reichswehrminister Gustav Noske beschließt den Einsatz von Reichswehrverbänden gegen München.
- 26. April: Ein Kommando der Roten Armee verhaftet etwa 20 Personen aus dem Umfeld der völkischen Thule-Gesellschaft im Hotel Vier Jahreszeiten, dem zentralen Sitz der Thule-Gesellschaft. Ihnen werden mit Beweismitteln unterlegte konspirative und subversive Aktivitäten gegen die Räterepublik vorgeworfen.
- 27. April: Nach Auseinandersetzungen zwischen Kommunisten um Eugen Leviné und anderen linken Revolutionären um Ernst Toller, unter anderem über die Frage, ob angesichts der aussichtslos erscheinenden Lage Verhandlungen mit der Regierung Hoffmann aufgenommen werden sollten, tritt der Aktionsausschuss unter Leviné zurück und wird als Provisorium unter Toller neu gewählt. Verhandlungsversuche mit der Bamberger Regierung scheitern jedoch. Diese fordert die bedingungslose Kapitulation.
- 28. April: Erneute Wahl eines Aktionsausschusses, dem weder Toller noch Kommunisten angehören.
- 30. April: Rotgardisten ermordeten aus Rache zehn der am 26. April inhaftierten Gefangenen der Thule-Gesellschaft und deren Umfeld; eine Tat, die in der zeitgenössischen rechten und bürgerlichen Presse meist als „Geiselmord“ kolportiert wird. Die Münchner Neuesten Nachrichten berichten wahrheitswidrig, dass die Leichen anschließend derart geschändet worden sein, dass nur noch drei Personen identifiziert werden konnten. Daraufhin kommt es zu heftigen Kämpfen in den Vororten Münchens und zu grausamen Massakern der Freikorps an Angehörigen der „Roten Armee“ der Räterepublik und unbeteiligten Zivilisten, darunter 21 Mitgliedern eines katholischen Gesellenvereins.
- 1. Mai: Die Regierungstruppen und Freikorps erreichen München. Gustav Landauer wird von Freikorps verhaftet und am darauffolgenden Tag im Gefängnis von München-Stadelheim misshandelt und ermordet.
- 2./3. Mai: Reichswehr und Freikorps nehmen München ein und beenden gewaltsam die Räterepublik.

Nachwirkungen:
- Mai/Juni: Die meisten führenden Mitglieder der Münchner Räterepublik werden von Standgerichten nach Hochverratsprozessen zu langen Haftstrafen (Ernst Toller: 5 Jahre; Erich Mühsam: 15 Jahre) oder zum Tode verurteilt (Hinrichtung Eugen Levinés am 5. Juni). Einzig Max Levien gelingt die Flucht – er wurde 1937 im Zuge von Stalins Säuberungen in der Sowjetunion hingerichtet. Über 2.000 vermutete oder tatsächliche Anhänger der Räterepublik verloren ihr Leben oder wurden zu langjährigen Haftstrafen verurteilt. Dagegen begnadigte man Graf Arco, den zunächst zum Tode verurteilten Mörder Kurt Eisners, zu einer Haftstrafe und entließ ihn bereits 1924 aus dem Gefängnis.
- 31. Mai: Neubildung der Koalitionsregierung weiterhin unter dem Ministerpräsidenten Johannes Hoffmann (SPD) (Kabinett Hoffmann II) – nun unter Einbeziehung bürgerlich-konservativer Parteien, auch der BVP.
- 14. August: Unterzeichnung der Bamberger Verfassung für Bayern, die am 15. September in Kraft tritt.
- 1. Dezember: Der Kriegszustand über München wird aufgehoben.

## Interessengruppen
Die drei bestimmenden politischen Parteien der Revolution, sowohl im Reich als auch in Bayern, waren die MSPD (oder SPD), die USPD und der Spartakusbund, bzw. ab Anfang 1919 die KPD. Speziell in Bayern spielten außerdem der Bayerische Bauernbund und, relativ unabhängig von der Parteienlandschaft, eine Fraktion linksintellektueller, teilweise anarchistischer Schriftsteller und anderer Kulturschaffender, die eher antiautoritäre und undogmatische Vorstellungen von Sozialismus vertraten, eine wichtige Rolle.

### Parteien
- Die Sozialdemokratische Partei Deutschlands (SPD, damals auch unter dem Kürzel MSPD für Mehrheits-SPD firmierend) war eher gemäßigt; reichsweit hatte sie eine parlamentarische Demokratie zum Ziel. Sie wollte keine Revolution, sondern Reformen, ihre Maximalforderungen[9] von 1917 findet man im Auer-Süssheim-Antrag (siehe unten). Im Rahmen der Burgfriedenspolitik hatte sie den Krieg unterstützt. An der Revolutionsregierung beteiligte sich die SPD vor allem mit der Absicht, die Kontrolle zu behalten und die Revolution in parlamentarische Bahnen zu lenken. Erhard Auer und Johannes Hoffmann waren zu dieser Zeit die führenden Köpfe der bayerischen SPD. Spätestens ab Mitte März 1919, als Hoffmann vom Landtag zum Ministerpräsidenten gewählt geworden war, wandte sich die Parteiführung zunehmend offen von der nach links abdriftenden Revolution in München und einigen anderen Städten Bayerns ab. Die SPD-Basis in München, aus der viele in den Räten organisiert waren, reagierte gespalten auf diese Entwicklung. Die von Hoffmann angeführte Regierung musste darauf nach Bamberg ausweichen und bekämpfte von dort aus die Räterepublik mit bewusst gewähltem Einsatz republikfeindlicher paramilitärischer Freikorps. Zu deren Verstärkung bat Hoffmann seinen Parteigenossen in Berlin, den Reichswehrminister Gustav Noske, um Unterstützung durch Reichswehrtruppen zur Niederschlagung der Räteherrschaft in München.
- Die Unabhängige Sozialdemokratische Partei Deutschlands (USPD), in Bayern unter dem Vorsitz Kurt Eisners – nach seiner Ermordung Ernst Toller –, war die wesentliche Urheberpartei des Umsturzes in München und befürwortete größtenteils, zumindest für eine Übergangsphase, das Rätesystem. Reichsweit hatte sich die USPD 1917 von der damaligen SPD aus Protest gegen die kriegsbilligende Haltung sowie der Parteiausschlüsse der Kriegsgegner durch die Mutterpartei abgespalten und die Beendigung des Krieges gefordert. Als Pazifist und Organisator des Münchner Munitionsarbeiterstreiks im Rahmen der deutschlandweiten Streikwelle im Januar 1918 war Kurt Eisner von Februar bis Oktober 1918 inhaftiert gewesen. Nach seiner Entlassung aus dem Gefängnis setzte er sich an führender Stelle für die Revolution in Bayern ein und wurde zum ersten Ministerpräsidenten der bayerischen Republik. Allerdings betrachtete ein Großteil der linken Wähler nach dem Krieg die Spaltung der Sozialdemokratie in MSPD und USPD für überholt, und die praktische Politik Eisners als zu unklar, wechselhaft und schwankend. Sie wählten bei der Wahl für den verfassunggebenden Landtag mehrheitlich wieder die SPD (MSPD), sofern sie nicht dem Aufruf zum Wahlboykott der KPD und der Anarchisten gefolgt waren. Die USPD kam dabei nur auf 2,5 Prozent der Stimmen.
- Die Kommunistische Partei Deutschlands (KPD) wurde erst im Verlauf der Revolution um den Jahreswechsel 1918/19 reichsweit aus dem linken Flügel der USPD, dem Spartakusbund, und anderen linksrevolutionären Gruppierungen in Berlin gegründet. Sie kämpfte für das Rätesystem, die Sozialisierung von Betrieben und war internationalistisch orientiert. Seit der Oktoberrevolution 1917 in Russland und den Umbrüchen in den anderen Staaten Europas am Ende des Ersten Weltkriegs schien für sie die Weltrevolution begonnen zu haben. Eines der Gründungsmitglieder der KPD war Eugen Leviné. Geboren 1886 in Russland, im Alter von 3 Jahren mit seiner Mutter nach Deutschland immigriert, war er sowohl in seiner ursprünglichen als auch seiner neuen Heimat seit Beginn des 20. Jahrhunderts an linksrevolutionären Entwicklungen beteiligt. Leviné wurde von der Berliner KPD-Zentrale als Redakteur der Parteizeitung Die Rote Fahne nach München entsandt, um den kommunistischen Einfluss unter dem bayerischen Parteivorsitz von Max Levien auf die Räterepublik voranzutreiben. Die Wahl zum verfassunggebenden Landtag wurde von der KPD boykottiert. Nachdem sich die Kommunisten unter Levinés Führung an die Spitze der Räterepublik gesetzt hatten, nahm er Kontakt zu Lenin in Moskau auf, um sich der Unterstützung durch die russischen Bolschewiki, die seit der Oktoberrevolution von 1917 den ersten kommunistisch regierten Staat der Welt anführten, zu versichern.
- Der Bayerische Bauernbund war zu jener Zeit eine mehrheitlich linksliberale und antiklerikale Partei, deren Mitglieder in einigen Räten vertreten waren. Die Partei erreichte bei der Wahl am 12. Januar 1919 neun Prozent der Stimmen und war auch in der Regierung Hoffmann vertreten. Einer ihrer revolutionären Protagonisten und zunächst Befürworter des Rätesystems war Karl Gandorfer, der nach dem Tod seines der USPD angehörenden Bruders Ludwig ab dem 10. November 1918 den Vorsitz im Zentralbauernrat (auch bezeichnet als Parlamentarischer Bauernrat) übernahm.[10] Nach der Niederschlagung der Räterepublik zersplitterte die Partei zusehends in divergierende politische Richtungen.
- Am 12. November 1918 wurde die Bayerische Volkspartei (BVP) gegründet. Sie war ein Ableger der reichsweit organisierten Zentrumspartei und schürte im Wahlkampf die Furcht vor „den Bolschewisten“. Aus der Wahl zum verfassunggebenden Landtag am 12. Januar 1919 ging die vor allem von der ländlichen Bevölkerung gewählte BVP mit 35 % zwar vor der SPD (33 %) als stärkste Fraktion hervor, war jedoch noch nicht durchsetzungsfähig genug, um in die erste – parlamentarische – Koalitionsregierung (zwischen SPD, USPD und Bayerischem Bauernbund) zu gelangen. Die revolutionäre Situation ließ dies in den ersten Monaten des Jahres 1919 auch nicht sinnvoll erscheinen. Erst nach der Niederschlagung der Räterepublik wurde sie an der Regierung beteiligt. Später, 1921/22 und von 1924 bis 1933 stellte sie den bayerischen Ministerpräsidenten.
- Ebenfalls während der Revolution, am 5. Januar 1919, wurde mit der Deutschen Arbeiterpartei eine völkisch-rechtsextreme und antisemitische Partei gegründet, die aber zunächst relativ bedeutungslos blieb. 1920 wurde sie in NSDAP umbenannt. Von 1933 bis 1945 herrschte sie als einzige zugelassene Partei in Deutschland.

### Nichtparteipolitische Gruppen
Relativ unabhängig von der politischen Parteienlandschaft spielten bei den Revolutionen auch Vertreter des kulturellen Lebens eine wichtige Rolle. Einige Intellektuelle wie der Nationalökonom Lujo Brentano, der Dirigent Bruno Walter, die Schriftsteller Gustav Landauer, Heinrich Mann und Rainer Maria Rilke bildeten den Rat der geistigen Arbeit. Öffentlich für die Räterepublik traten auch der Literat Oskar Maria Graf und der legendenumwobene anarchistische Künstler Ret Marut (später als Schriftsteller weltweit bekannt geworden unter seinem Pseudonym B. Traven) in Erscheinung.
Weitere Vereinigungen waren der Allgemeine Studentenausschuss, der Rat der bildenden Künstler Münchens und der Aktionsausschuss revolutionärer Künstler. Unter den Künstlern gab es jedoch auch bekannte Gegner der Revolution, beispielsweise Thomas Mann, aber auch er sah die Revolution als durch den fehlenden Widerstand legitimiert an.
Die erste Phase nach der offiziell ausgerufene Räterepublik vom 7. April bis 13. April 1919 war von Literaten wie dem Pazifisten Ernst Toller (USPD), oder den parteilosen Anarchisten Gustav Landauer und Erich Mühsam geprägt. Auch der Finanztheoretiker und Begründer der Freiwirtschaftslehre Silvio Gesell, dem Ernst Niekisch zuvor einen Sitz in der Sozialisierungskommission angeboten hatte, wurde als Finanzminister Mitglied in der Regierung der ersten Räterepublik, dem sogenannten „Zentralrat“. Als Sekretär im Finanzministerium wirkte der Mathematiker, Mediziner und Ökonom Theophil Christen.
Toller und Landauer beteiligten sich auch nach der Führungsübernahme durch die KPD, die die erste Phase der Räterepublik als Scheinräterepublik bezeichnet hatte, an der kommunistisch dominierten zweiten Phase der Räterepublik. Allerdings trat Landauer, enttäuscht von der Haltung und Politik der KPD-Führung, schon drei Tage nach der kommunistischen Revolution von seinen politischen Funktionen und Ämtern zurück.
Abgesehen von der SPD-Führung traten neben schon bestehenden konservativen und republikfeindlichen Parteien einige erst während der Revolution gegründete konservative und rechtsextreme Gruppierungen als strikte Gegner der linken Revolutionäre auf, die jedoch als politische Parteien bis zur Niederschlagung der Räterepublik nur eine marginale Rolle innehatten.

## Vorgeschichte

### Bayern im Ersten Weltkrieg
Bayern war zu Beginn des Ersten Weltkriegs eine Monarchie, hatte seit 1819 ein Parlament mit allerdings noch beschränkter Macht. Bayern war relativ wenig industrialisiert und hatte damit auch keine große Masse von Proletariern. Dies änderte sich teilweise durch die im Krieg angesiedelten Werke. Durch die Versorgungsengpässe und das Massensterben im Weltkrieg wuchs aber die Unzufriedenheit der deutschen Bevölkerung mit der Regierung. Weder im Reich noch in Bayern kam es zu einer schon seit längerem geforderten Demokratisierung. Im September 1917 hatte die SPD, die in Bayern revolutionäre Bestrebungen verwarf, einen entsprechenden Antrag (Auer-Süssheim-Antrag) im bayerischen Landtag gestellt, in dem die wesentlichen Forderungen der bayerischen SPD enthalten waren, unter anderem: Abschaffung der privilegierten ersten Kammer des Landtags („Kammer der Reichsräte“, in der nur der Adel vertreten war), sowie die Aufhebung des Adelsstandes insgesamt, ein allgemeines, gleiches, direktes und geheimes Wahlrecht, mehr Rechte für den Landtag und Trennung von Kirche und Staat. Dieser Antrag war aber am Widerstand von Zentrum, Bauernbund und den Liberalen gescheitert.
Bei den reichsweiten Januarstreiks von 1918 wurden in Bayern, ebenso wie in vielen anderen Orten des Deutschen Reiches, ein Verständigungsfriede und weiterhin Demokratisierungen gefordert. Nach der Niederschlagung dieser Streikwelle wurde Kurt Eisner aufgrund seiner Beteiligung an ihrer Organisation in München verhaftet. Er wurde erst am 14. Oktober 1918 wieder freigelassen, als er von der USPD für eine Nachwahl um ein Reichstagsmandat aufgestellt wurde. Die USPD hatte sich für ihn entschieden, da der Kandidat der SPD Erhard Auer nicht zu schlagen war und sie so der Regierung vorwerfen konnten, sie behindere durch die Inhaftierung eines bisher keines Verbrechen verurteilten Mannes die Wahl. Die Regierung entließ ihn daraufhin, da sie dachte, die USPD in einem Wahlverfahren besser überwachen zu können.
Zum Ende des Krieges wurde das Deutsche Reich de facto nicht vom Kaiser oder seiner Regierung, sondern von der Obersten Heeresleitung (OHL) unter Paul von Hindenburg und Erich Ludendorff in der Art einer Militärdiktatur regiert.
In weiten Kreisen der bayerischen Bevölkerung wurde die Politik des preußischen Obrigkeitsstaats als eine der Hauptursachen für den Krieg betrachtet. Dem bayerischen König Ludwig III. wurde vorgeworfen, nur ein Parteigänger des Kaisers zu sein. Dadurch verlor der schon zuvor unbeliebte König, der sich nach Ansicht der Bevölkerung 1913 zu Unrecht vom Prinzregenten zum König gemacht hatte, nach dem Eingeständnis der Kriegsniederlage durch die Oberste Heeresleitung (OHL) die letzte Autorität und Loyalität in Bayern.
Die OHL hatte erst Ende September 1918 die deutsche Niederlage im Weltkrieg offiziell eingestanden, obwohl sie die Lage schon im August als aussichtslos eingestuft hatte. Ende Oktober sollte die Hochseeflotte trotzdem noch zu einer aussichtslosen Entscheidungsschlacht auslaufen. Die Matrosen weigerten sich, sich so kurz vor dem ersehnten Kriegsende auf eine Selbstmordmission zu begeben.
Am 29. Oktober meuterte im norddeutschen Wilhelmshaven die Besatzung der Kriegsflotte und wenig später kam es in Kiel zum offenen Aufstand der Matrosen, die die Stadt bis zum 3. November in ihre Gewalt brachten. Während des Aufstands wurden Soldaten- und Arbeiterräte gebildet. Der Erfolg der Matrosen breitete sich in kurzer Zeit in ganz Deutschland aus und führte zur Novemberrevolution.
In Bayern kam es noch zu einem letzten Versuch, die Monarchie mit einer Verfassungsreform zu retten. Regierung und Parlament einigten sich am 2. November 1918 auf ein Abkommen zur Einführung des Verhältniswahlrechts, eine Reform der ersten Kammer des Landtags und die Überprüfung von Standesvorrechten. Am 7. November wurde die Regierung umgebildet und erstmals Zentrum, Demokraten und Sozialdemokraten daran beteiligt. Das Abkommen zur Parlamentarisierung wurde am 6. November von der 2. Kammer gebilligt und sollte am 8. November von der 1. Kammer verabschiedet werden. Aber diese Reformen kamen zu spät. Sie wurden durch die sich überstürzenden Ereignisse der Revolution überrollt.

### Novemberrevolution

#### Massenkundgebung auf der Theresienwiese

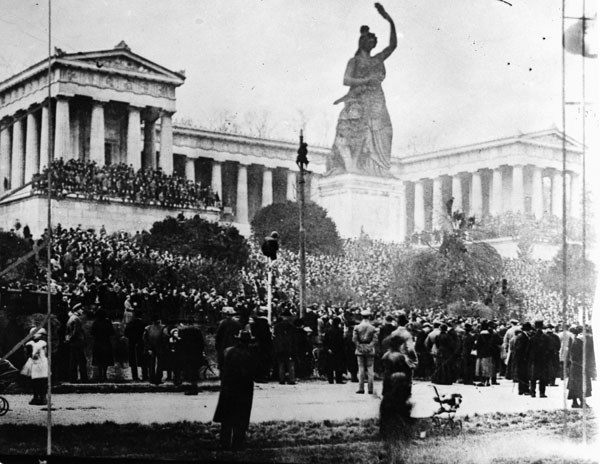
Kundgebung auf der Theresienwiese am 7. November 1918

Am 7. November 1918, als sich die russische Oktoberrevolution zum ersten Mal jährte, veranstalteten die SPD, Gewerkschaften und die USPD eine gemeinsame Friedenskundgebung auf der Münchner Theresienwiese. Um den eingeleiteten Übergang zur parlamentarischen Monarchie in Bayern nicht zu gefährden, forderte König Ludwig III. die Polizei zur Zurückhaltung auf, obwohl Hinweise auf einen Umsturzversuch durch die USPD vorlagen.
Um 15 Uhr begann die Kundgebung auf der Theresienwiese mit etwa 60.000 Teilnehmern (München hatte damals rund 600.000 Einwohner). An verschiedenen Stellen des Platzes sprachen zwölf Redner, unter anderem Erhard Auer, der Vorsitzende der bayerischen SPD, Ludwig Gandorfer (USPD) sowie Kurt Eisner. Einige Redner wollten die Leute beruhigen und wiesen auf die kommenden Reformen hin, andere forderten ein sozialistisches Rätesystem. Eisner, der Vorsitzende der USPD, hatte sich mit seinen Anhängern bereits zu Beginn der Kundgebung im Norden der Theresienwiese aufgestellt, um anschließend schnell und möglichst ohne aufgehalten zu werden, zu den Kasernen zu kommen. Nach den Reden wurde eine Resolution angenommen, in der ein sofortiger Friedensschluss, der Rücktritt des deutschen Kaisers, der Achtstundentag und eine Arbeitslosenversicherung gefordert wurde.
Im Anschluss an diese Kundgebung setzte sich der Hauptzug der Demonstration zum Friedensengel in Marsch. Dort löste sich der Zug nach einer Rede von Franz Schmitt, einem Landtagsabgeordneten der SPD, auf.
Die meisten Betriebe, Geschäfte und Ämter hatten an diesem Tag geschlossen, um ihren Angestellten die Möglichkeit zu geben, an der Kundgebung teilzunehmen.

#### Marsch zu den Kasernen und Flucht des Königs
Ohne dass es zunächst weiter beachtet wurde, entfernten sich etwa 2.000 Demonstranten unter Führung von Kurt Eisner und Ludwig Gandorfer zuerst zur Kraftwagenkolonne der Kraftfahr-Ersatzabteilung in der Kazmairstraße. Die Behörden vertrauten auf die Münchner Garnisonstruppen und maßen der Aktion keine große Bedeutung bei. Die Kraftfahrer schlossen sich dem Demonstrationszug an, der nacheinander zur Ersatzkompanie des Münchner Landsturmbataillons, zur Marsfeldkaserne, Türkenkaserne und zu den Kasernen auf dem Oberwiesenfeld und an der Dachauer Straße marschierte. Auch dort schlossen sich jeweils viele Soldaten an. Kriegsmüdigkeit, die Überzeugungskraft der Revolutionäre oder die Teilnahme befreundeter Kameraden bildeten für die meist den unteren Mannschaftsgraden angehörenden Soldaten die Motivation, sich von der revolutionären Aufbruchstimmung mitreißen zu lassen.
Gegen 19 Uhr erschienen die ersten Demonstranten vor der königlichen Residenz. Philipp von Hellingrath, der bayerische Kriegsminister, musste eingestehen, dass in München keine Truppen mehr zur Verfügung standen, um die Monarchie zu verteidigen. Mit auswärtiger Hilfe konnte nicht gerechnet werden, da Meldungen von Unruhen auch andernorts vorlagen. Angesichts der für den König prekären Situation wurde Ludwig III. von Otto Ritter von Dandl die Flucht empfohlen. Zusammen mit seiner schwerkranken Frau, drei Töchtern, dem Erbprinzen Albrecht und einem kleinen Hofstaat verließ der König München in Zivilkleidung. Die drei Mietautos mit den Flüchtenden hatten Schloss Wildenwart am Chiemsee zum Ziel.

#### Regierungsübernahme durch Eisner

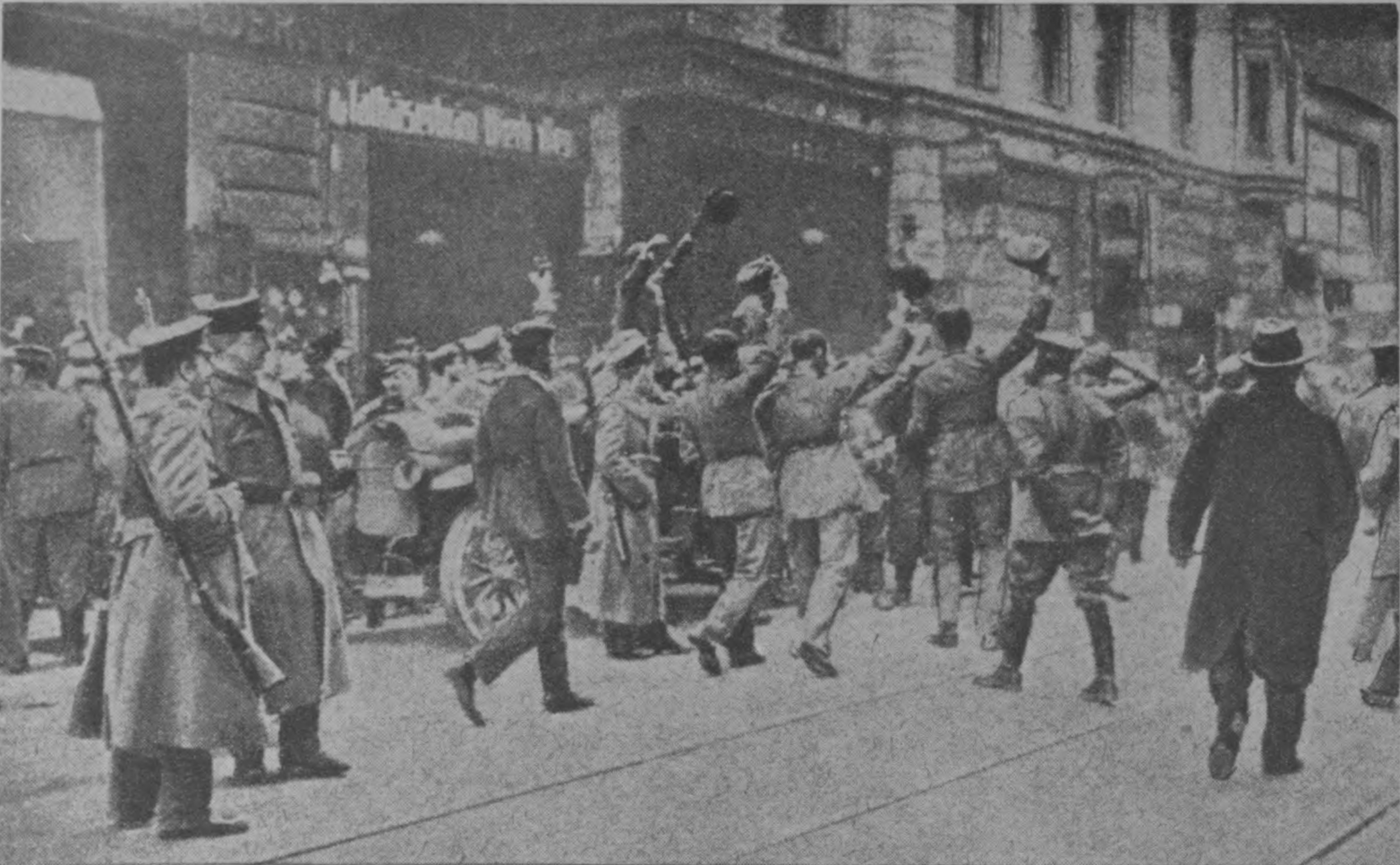
Jubelnde Soldaten am 8. November 1918 in München nach der Ausrufung der bayerischen Republik

Nachdem die Revolutionäre Einrichtungen wie den Hauptbahnhof, Gebäude der Regierung oder militärische Einrichtungen ohne Widerstand besetzt hatten, hielt Kurt Eisner eine Versammlung im Franziskaner-Bierkeller ab und nahm danach im Mathäserbräu an einer Massenveranstaltung teil. Dort wurde ein Arbeiter-, Soldaten- und Bauernrat gebildet. Zum Vorsitzenden wurde Franz Schmitt (SPD) gewählt.
Gemeinsam zogen sie zum nahen Landtag in der Prannerstraße, wo Eisner in der ersten Stunde des 8. November den Freien Volksstaat Bayern als Freistaat verkündete und eine Meldung an die Druckereien und die Presse gab.
Auf Grund der Ereignisse in München kam es auch in anderen bayerischen Städten, zum Beispiel in Kaiserslautern (damals war die Pfalz bayerisch), Ingolstadt, Passau und Kempten, zur Bildung von Arbeiter- und Soldatenräten, die vornehmlich mit Mitgliedern der SPD und USPD besetzt wurden.
Der bayerische Arbeiter-, Soldaten- und Bauernrat wählte eine Revolutionsregierung aus USPD und SPD mit Kurt Eisner (USPD) als Ministerpräsident und Außenminister, Erhard Auer (SPD) als Innenminister, Johannes Hoffmann (SPD) als Kultusminister, Edgar Jaffé (USPD) als Finanzminister und Albert Roßhaupter (SPD) als Militärminister.
Ein provisorischer Nationalrat, der sich aus Vertretern des Arbeiter-, Soldaten- und Bauernrates, der Gewerkschaften, der Berufs- und Frauenverbände und den Fraktionen der SPD und des Bauernbundes im bayerischen Landtag zusammensetzte, trat an die Stelle des ehemaligen Landtags der Monarchie.
Am 12. November, einen Tag nach der Unterzeichnung des Waffenstillstands zwischen dem Deutschen Reich und den Alliierten der Entente, entband Ludwig III. die bayerischen Beamten vom Treueid auf seine Person, was im Grunde seiner Abdankung gleichkam, auch wenn er sich zu einer formellen Abdankungserklärung nicht bereit erklärte. Die Revolutionsregierung erlaubte dem ehemaligen König, sich in Bayern aufzuhalten. Als „Unterstützung“ erhielt er 600.000 Mark.

#### Exkurs: Novemberrevolution in Berlin und im Reich
Am 9. November proklamierte in Berlin zuerst Philipp Scheidemann (SPD) eine (parlamentarisch-pluralistisch gedachte) „deutsche Republik“, und nur wenige Stunden nach ihm Karl Liebknecht vom Spartakusbund die „Freie Sozialistische Republik Deutschland“. Diese kurz nacheinander erfolgten Ausrufungen unterschiedlicher Republiksysteme für das deutsche Reich deuteten schon die neue innenpolitische Frontlinie zwischen den Anhängern der Rätedemokratie und denen des Parlamentarismus an.
Den meisten revolutionären Arbeitern und Soldaten war jedoch die Tragweite dieses Richtungskonfliktes zu diesem Zeitpunkt noch nicht wirklich bewusst. Ihnen ging es zunächst vor allem um das Ende des Krieges und der Militärdiktatur. Auch die Unterschiede zwischen SPD, USPD und Spartakusbund (der knapp zwei Monate später in der KPD aufging) erschienen vielen angesichts der neuen Situation und dem greifbar nahen Ende des Weltkriegs als überholt. Die meisten Aufständischen, ob in Berlin, München oder anderswo, erwarteten eine baldige neue Einigkeit der verschiedenen Flügel der im Prinzip noch oder wieder als Einheit begriffenen Sozialdemokratie. Dass im Hintergrund jedoch die Fäden zur endgültigen Spaltung der ursprünglichen Sozialdemokratie schon gezogen waren, ahnten bis zum 9. November nur wenige. Die Spitze der Reichs-SPD (namentlich Friedrich Ebert) schuf durch einen geheimen Pakt zwischen dem neuen Chef der Obersten Heeresleitung Wilhelm Groener und der SPD-Reichsregierung am 10. November 1918 die Voraussetzungen für die spätere militärisch-gewaltsame Niederschlagung einer sozialistisch motivierten Fortsetzung der Revolution. Ebert machte Groener für die Unterstützung seiner Regierung durch die Reichswehr weitreichende Zugeständnisse in Bezug auf den Erhalt der alten Strukturen in Militär und Verwaltung.
Zu diesem Zeitpunkt hatte die Novemberrevolution in ganz Deutschland mit politischen Aufständen, beispielsweise in Kiel (Matrosenaufstand), Berlin, Bremen und Hamburg um sich gegriffen. Fast überall bildeten sich Arbeiter- und Soldatenräte.
Der Untergang der Monarchie in Deutschland war spätestens seit dem 9. November nicht mehr aufzuhalten. Bis zum 23. November mussten alle regierenden Fürsten der deutschen Länder einschließlich Kaiser Wilhelm II. dem Bayerischen König folgen und abdanken.
Am 11. November kam es in Compiègne/Frankreich zum Waffenstillstand zwischen den Alliierten und dem Deutschen Reich. Für die Reichsregierung unterzeichnete der Zentrumspolitiker Matthias Erzberger den Vertrag. Damit endete der Erste Weltkrieg.

#### Haltung der Öffentlichkeit
Die Stimmung der bayerischen Bevölkerung schwankte zwischen Hoffnung auf Demokratie und Mitbestimmung – vor allem bei den Arbeitern – und Abneigung gegen die Revolution, insbesondere auf dem Land und im Bürgertum. Die Mehrheit verhielt sich abwartend und hatte weder eine euphorische noch eine ablehnende Haltung.
Die katholische und die evangelische Kirche standen auf der Seite der Monarchie und sahen in der Linken eine größere Gefahr für Deutschland als in der Rechten. Die Kirchen spielten allerdings für das Schicksal der Räterepublik kaum eine Rolle.
Die gesellschaftliche Struktur blieb trotz der Änderung der Staatsform erhalten. Beamte wie zum Beispiel der Regierungspräsident von Oberbayern Gustav Ritter von Kahr behielten ihre Posten und Ämter.

#### Politik der Revolutionsregierung unter Eisner

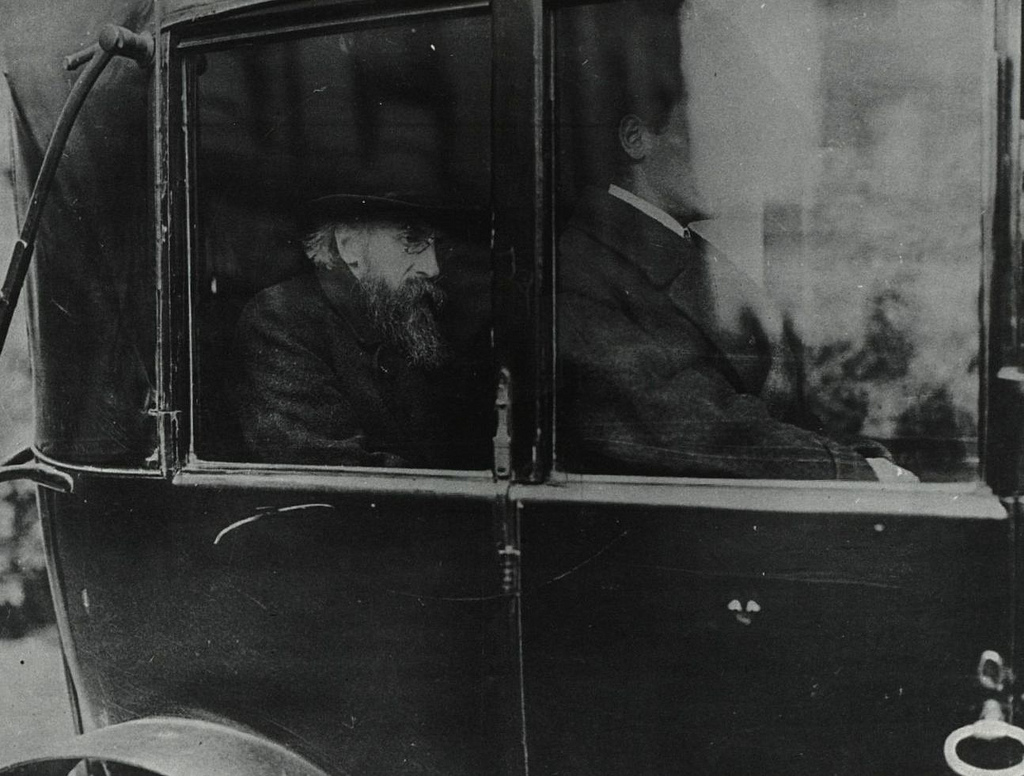
Kurt Eisner auf der Fahrt zur Reichskanzlei in Berlin anlässlich einer Konferenz der Reichsregierung, 22. November 1918 (Fotografie von Robert Sennecke)

Da sich die Revolutionsregierung nur als Übergangsregierung betrachtete, kam es zu keinen tiefgreifenden Reformen. Ein weiterer Grund für die Zurückhaltung waren die inhaltlichen Gegensätze zwischen der revolutionäreren USPD und der SPD, die die Revolution eindämmen wollte.
Mitte November 1918 wurde der Anarchist Gustav Landauer von Kurt Eisner nach München gerufen. Er sollte als Redner an der „Umbildung der Seelen“ mitarbeiten.
Nachdem Eisner gegenüber der Reichsregierung – zu der Zeit dem Rat der Volksbeauftragten – nicht durchsetzen konnte, dass die geplante neue Reichsverfassung der Zustimmung der Länder bedürfe, sprach er sich in seinem Regierungsprogramm vom 15. November für einen gemeinsamen bayerisch-österreichischen Staat aus. Des Weiteren nahm er Kontakt zum tschechischen Staatspräsidenten bezüglich der Gründung einer Donauföderation auf. Die Föderation sollte vor allem von den Ländern gelenkt werden; der Plan scheiterte am Eingreifen der Reichsregierung. Die Verstaatlichung der Industrie wurde zurückgestellt, lediglich einige Forderungen der Gewerkschaften wie den Achtstundentag und eine bessere Unterstützung der Arbeitslosen setzte man um. Die monarchischen Beamten blieben wie im übrigen Deutschland im Amt.
Die Strukturen des kaiserlichen und königlichen Verwaltungsapparats und der Justiz blieben in ihrem Wesen ebenso unangetastet wie die Banken, Versicherungsgesellschaften und Industrieunternehmen.
Eisner ernannte entsprechend den Reservatrechten Gesandte für Bern, Berlin, Wien und Prag. Um bessere Friedensbedingungen für Bayern zu erreichen, veröffentlichte er Berichte, die die Kriegsschuld Deutschlands belegen sollten, und löste damit in weiten Kreisen eine Welle der Empörung aus.
Unter Kultusminister Johannes Hoffmann wurde eine Schulreform zur Aufhebung der geistlichen Schulaufsicht durchgeführt. Diese Reform ging mit in das vorläufige Staatsgrundgesetz ein und behielt auch später Bestand.
Der Heraldiker Otto Hupp wurde beauftragt, ein neues Staatswappen zu gestalten.

#### Zweite Phase der Revolution
Im Januar 1919 begann in ganz Deutschland mit Aufständen in Berlin (vgl. Spartakusaufstand) die zweite Phase der Revolution. Nachdem die Novemberrevolution bis dahin fast ohne Blutvergießen verlaufen war, eskalierte diese Phase vor allem durch das verstärkte Auftreten der von der SPD-Führung, namentlich von Reichswehrminister Gustav Noske rekrutierten republikfeindlichen, antirevolutionären Freikorps in einigen Regionen des deutschen Reichs zu bürgerkriegsähnlichen Situationen mit Tausenden von Todesopfern – vor allem unter den Arbeitern und revolutionären Soldaten.
In der bayerischen Regierung kam es zunehmend zu einer Kontroverse zwischen den Befürwortern des Rätesystems (USPD) und den Befürwortern einer starken Stellung des Parlaments (SPD). Die Vertreter des Parlamentarismus setzten sich durch, und der Einfluss der Räte sank zunächst im ganzen Land.

#### Staatsgrundgesetz der Republik Bayern vom 4.Januar 1919
Am 4. Januar wurde ein vorläufiges Staatsgrundgesetz beschlossen. Es basierte auf der parlamentarischen Demokratie und enthielt keine Elemente des Rätesystems.
Dessen Wortlaut:
Staatsgrundgesetz der Republik Bayern vom 4. Januar 1919
Bayern ist eine Republik.
1. Bayern ist Mitglied der Vereinigten Staaten Deutschlands (Deutsches Reich).
2. Die höchste Gewalt des Bayerischen Staates liegt beim Volk.
3. Das Volk äußert seinen Willen durch Abstimmungen und Wahlen der Staatsbürger und die durch die Verfassung eingesetzten Organe. Staatsbürger ist ohne Unterschied der Geburt, des Geschlechtes, des Glaubens und des Berufes jeder Angehörige des Bayerischen Staates, der das 20. Lebensjahr vollendet hat.
4. Durch Wahlen der Staatsbürger wird der Landtag gebildet, der aus einer Kammer besteht. Die Wahl ist allgemein, gleich, unmittelbar, geheim, nach dem Verhältnisse der Stimmen.
5. Wahlberechtigt sind alle bayerischen Staatsbürger, wählbar sind alle bayerischen Staatsbürger über 25 Jahre.
6. Die oberste vollziehende Gewalt wird vom Gesamtministerium ausgeübt.
7. Das Gesamtministerium hat das Recht, Beschlüsse des Landtags spätestens innerhalb 4 Wochen der Volksbestimmung (Referendum) zu unterbreiten. In solchen Fällen werden die Beschlüsse des Landtags erst wirksam, wenn sie in der Volksabstimmung mit einfacher Mehrheit der abstimmenden Staatsbürger bestätigt sind.
Entscheidet die Volksabstimmung gegen den Landtag, so ist er aufzulösen.
Entscheidet sie gegen das Gesamtministerium, so hat es zurückzutreten.
8. Der Staat sichert die Unverletzlichkeit der Person, Freiheit des Glaubens und der Meinung in Rede und Schrift, Freiheit der Lehre, Wissenschaft und Kunst.
9. Das Eigentum ist unverletzlich. Die Enteignung von Vermögen kann nur zum Zwecke des Gemeinwohls auf Grund von Gesetzen erfolgen.
10. Vor dem Gesetze sind alle Einwohner gleich. Niemand darf seinem gesetzlichen Richter entzogen werden. Die Rechtsprechung wird durch unabhängige Gerichte ausgeübt.
11. Alle Vorrechte der Geburt und des Adels, sowie Titel, die keine Berufsbezeichnungen sind, werden aufgehoben. Neue Fideikommisse dürfen nicht errichtet werden, die bestehenden sind durch besonderes Gesetz aufzuheben.
12. Die öffentlichen Lasten sind ansteigend nach der Leistungsfähigkeit zu verteilen.
13. Die Gemeinden und Gemeindeverbände haben das Recht, weitgehender Selbstverwaltung. Die Wahlen zu den gemeindlichen Vertretungskörpern erfolgen nach den Grundsätzen des Landtagswahlrechts.
14. Die Glaubensgesellschaften sind unabhängig von Staate und unterstehen dessen Schutz. Alle Glaubensgesellschaften sind gleichberechtigt und frei in ihrer Bestätigung. Niemand kann zum Eintritt in eine Glaubensgesellschaft, zur Teilnahme an ihren Kultus oder zum Verbleiben in einer Glaubensgesellschaft gezwungen werden. Bestehende Rechte der Glaubensgesellschaften können nur auf dem Wege der Gesetzgebung abgelöst werden.
15. Das Unterrichtswesen ist eine staatliche Angelegenheit. Die Erteilung des Religionsunterrichts obliegt den Glaubensgesellschaften. Staatliche Lehrpersonen können zur Erteilung des Religionsunterrichts nicht gezwungen werden; die Erziehungsberechtigten können von Staatswegen nicht gezwungen werden, die ihnen anvertraute Jugend zur Teilnahme am Religionsunterricht oder an religiösen Übungen anzuhalten.
16. Die Beamten haben das unbeschränkte Recht ihrer staatsbürgerlichen Betätigung. Die Rechte der Beamten bleiben unangetastet.
17. Bis zur endgültigen Erledigung des Verfassungsentwurfes, der dem Landtag sofort nach seinem Zusammentritt vorgelegen werden muss, übt die revolutionäre Regierung die gesetzgebende und vollziehende Gewalt aus.
18. Dieses Staatsgrundgesetz tritt, insoweit es nicht bloße Programmsätze (Ziff. 11, 12, 13, 14, 15) enthält, mit seiner Verkündigung in Kraft.

München, den 4. Januar 1919
Unterzeichner: Kurt Eisner. E. Auer. H. v. Frauendorfer. Hoffmann. Dr. Jaffé. Roßhaupter. J. Timm. Unterleitner.

#### Wahlen im Januar 1919
Auf Druck der SPD fanden am 12. Januar 1919 Wahlen zu einem verfassunggebenden Landtag statt, die von der KPD und ihren Anhängern sowie von Anarchisten boykottiert wurden. Bei diesen Wahlen galt erstmals das Verhältniswahlrecht und das Wahlrecht für Frauen.
Die Verlierer der Wahl waren mit dem Bayerischen Bauernbund (Stimmenanteil von 9 Prozent = 16 Mandate/Landtagssitze) und der USPD (2,5 Prozent = 3 Mandate) die Parteien der Revolution. Gewinner waren die Bayerische Volkspartei, die Nachfolgepartei des Bayerischen Zentrums (35 Prozent = 66 Mandate) und die SPD (33 Prozent = 61 Mandate). Die Deutsche Volkspartei (DVP) bzw. in der Pfalz Deutsche Demokratische Partei (DDP) erhielten zusammen 14 Prozent (= 25 Mandate), die Deutschnationale Volkspartei (DNVP) zusammen mit der pfälzischen Mittelpartei 6 Prozent (= 9 Mandate).
Gegen diese neuen parlamentarischen Mehrheitsverhältnisse organisierten Gustav Landauer, Erich Mühsam und andere Befürworter einer Rätedemokratie am 16. Februar eine erneute Großdemonstration auf der Theresienwiese, auf der die Ausrufung eines Rätesystems gefordert wurde.

#### Ermordung Eisners

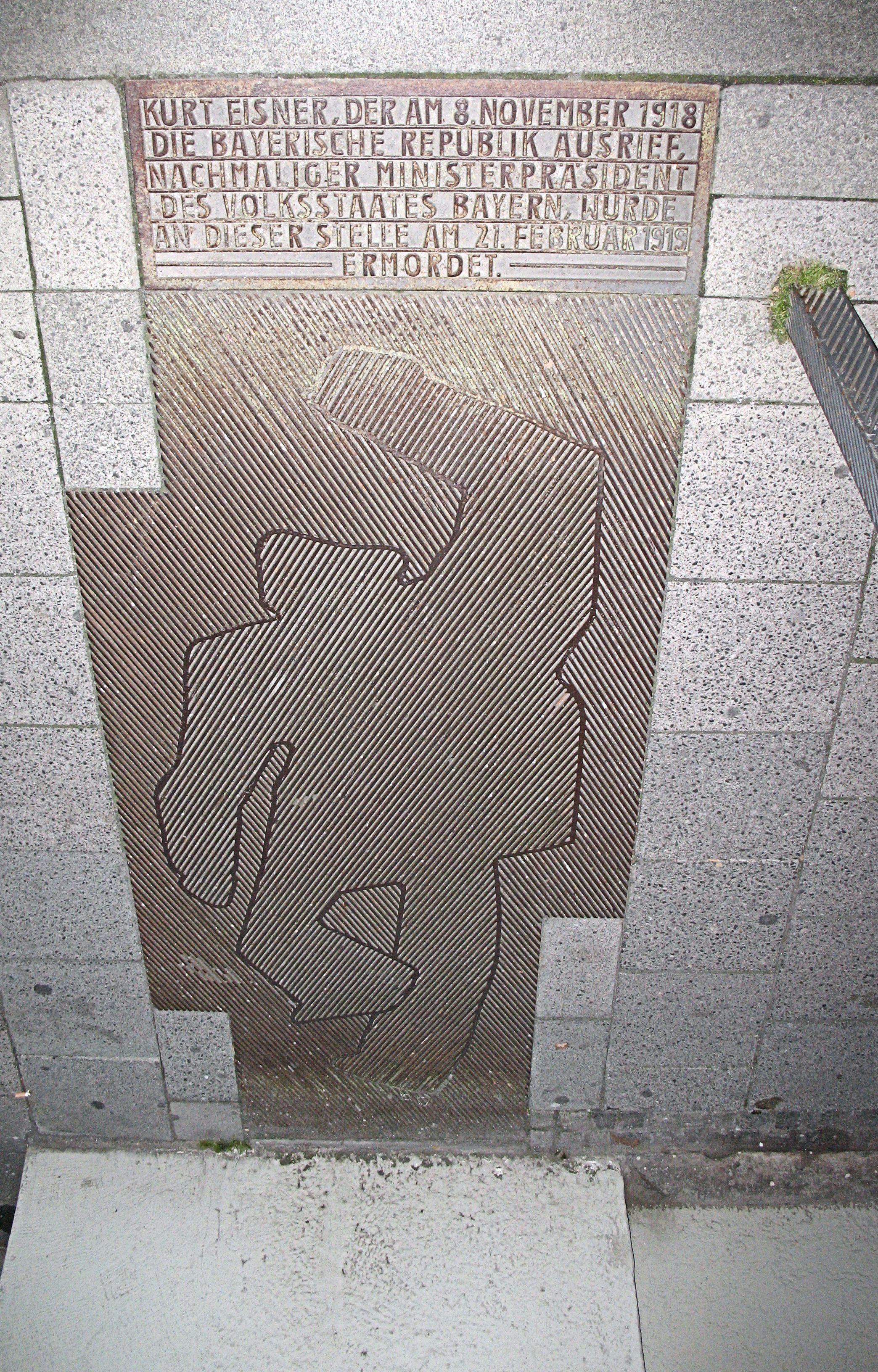
Heutiges Denkmal in der Kardinal-Faulhaber-Straße in München, eingeweiht 1989: Es zeigt den Umriss des ermordeten Eisner am Tatort.

Eisner wurde am 21. Februar auf dem Weg zur konstituierenden Sitzung des Landtags, wo er aufgrund des schlechten Wahlergebnisses den Rücktritt seines Kabinetts anbieten wollte, vom Rechtsradikalen Anton Graf von Arco auf Valley ermordet. Eisner hatte sich die politische Rechte zum Feind gemacht, weil er die Kriegsschuld anerkannte und versuchte, die Sozialistische Internationale wiederzubeleben. Außerdem wurde er als „Preuße“ beschimpft oder aufgrund seiner jüdischen Herkunft gehasst. Die einschlägigen Vorurteile der Rechtsradikalen heizten den Chauvinismus zusätzlich weiter an. An seiner Beisetzung nahmen ca. 100.000 Personen teil.
Ein Mitglied des Revolutionären Arbeiterrats (RAR), der Metzger Alois Lindner, stürmte rund zwei Stunden nach dem Attentat auf Eisner in einem spontanen Akt der Rache in die konstituierende Sitzung des Landtags und schoss auf den SPD-Abgeordneten Erhard Auer, den er schwer verletzte. Der Ministerialreferent Major Paul Ritter von Jahreiß versuchte Lindner an der Flucht zu hindern und wurde von ihm niedergeschossen. Während des folgenden Tumults erschoss ein Unbekannter von der Zuschauertribüne aus den konservativen Abgeordneten Heinrich Osel. Als Reaktion vertagte sich der Landtag. Auer und der niedergeschossene Graf von Arco auf Valley wurden vom berühmten Arzt Ferdinand Sauerbruch behandelt; Jahreiß erlag seinen schweren Verletzungen.
Nach der Ermordung Eisners verschlechtert sich die Stimmung in München zunehmend. Nach einem Aufruf der USPD kam es zum Generalstreik. Die Macht übernahm nun der „Zentralrat der Bayerischen Republik“ unter Ernst Niekisch (SPD, später USPD). Über München wurde der Belagerungszustand verhängt. Am 25. Februar lehnte der elfköpfige Bayerische Rätekongress aus Mitgliedern von USPD, SPD und KPD den Antrag von Erich Mühsam, die Räterepublik auszurufen, zunächst noch ab. Die bürgerliche Presse wurde zensiert, es kam zu einer Radikalisierung der Revolution und zur Verschärfung der Auseinandersetzung zwischen Vertretern des Rätesystems einerseits und des Parlamentarismus andererseits.

„Es wurde gestreikt, man unterdrückte die bürgerlichen Zeitungen, man schoß gelegentlich, man plünderte gelegentlich eine Villa; aber eine gewisse Bewegungsmöglichkeit der Gemäßigten und der Rechtsparteien bestand noch immer, eine wirkliche Diktatur des Proletariats war noch nicht erreicht, offener Krieg mit dem Reich oder, wie man sich ausdrückte, mit »Weimar« wurde noch nicht geführt.“

#### Regierungsbildungen zwischen Rätekongress und Parlament
Der Rätekongress proklamierte am 1. März eine neue Regierung unter Martin Segitz, die aber von der Mehrheit des Landtags nicht anerkannt wurde und faktisch auch nicht politisch aktiv war.
Am 4. März lehnte der Rätekongress seinerseits noch eine Regierungsbildung durch den Landtag ab, wobei er allerdings in seiner Mehrheit die grundsätzliche Legitimität des Landtags anerkannte.
Am 17. März wählten die Landtagsabgeordneten gegen das Votum der radikalen Linken des Rätekongresses Johannes Hoffmann (SPD) zum neuen Ministerpräsidenten und bestätigten das vorläufige Staatsgrundgesetz.
Im neuen Kabinett, einer Koalitionsregierung zwischen SPD, USPD und Bayerischem Bauernbund, war Hoffmann zusätzlich Außenminister und Kultusminister, Martin Segitz (SPD) Innenminister, Ernst Schneppenhorst (SPD) Militärminister und Karl Neumaier (parteilos) Finanzminister. Der Regierung gehörten auch ein Mitglied des Bauernbundes und Mitglieder der USPD an. Es war eine Minderheitsregierung, die jedoch angesichts der unsicheren revolutionären Umstände von den meisten anderen bürgerlichen und konservativen Parteien des Landtags toleriert wurde. Es gelang dieser parlamentarischen Regierung aber nicht, die Spannungen zwischen Anhängern des Rätesystems und des Parlamentarismus abzubauen. Im Gegenteil wurde sie ihrerseits von der Basis der Rätebewegung zumindest in München nicht anerkannt und hatte dort im Grunde keinen Handlungsspielraum. Innerhalb des linken Parteienspektrums verhärteten sich zwei politisch-ideologische Lager. Auf der einen Seite gruppieren sich die Kommunisten um die aus Russland stammenden Max Levien, Eugen Leviné und Tobias Akselrod. Auf der anderen Seite bildet sich eine Gruppe, die überwiegend aus Sozialisten und Anarchisten bestand, wie die Schriftsteller Ernst Toller, Gustav Landauer und Erich Mühsam.
Am 22. März traf in München die Nachricht von der Ausrufung einer sozialistischen Räterepublik in Ungarn unter Béla Kun ein. Dies gab der Rätebewegung in Bayern neuen Auftrieb. Viele träumten von einer sozialistischen Achse Bayern-Österreich-Ungarn-Russland. Damit waren auch Hoffnungen verbunden, sich gegen die Berliner Reichsregierung, in der sich ein pluralistisches System durchgesetzt hatte, zu behaupten.
Nach einer neuerlichen Revolution flohen das Kabinett Hoffmann und der Landtag nach Bamberg, wo sie ihre Arbeit fortsetzten. Diese Arbeit – ab 7./8. April ohne die Mitglieder der USPD, die nach offizieller Ausrufung der Räterepublik aus der in ihren Augen delegitimierten Regierung in Bamberg austraten – war im folgenden Monat wesentlich geprägt von der Organisation des Kampfes gegen die nun folgende Räterepublik. Davon abgesehen erließ sie am 24. April eine neue Gemeindeverfassung für Bayern.

## DieRäterepublik Baiern(erste Räterepublik)

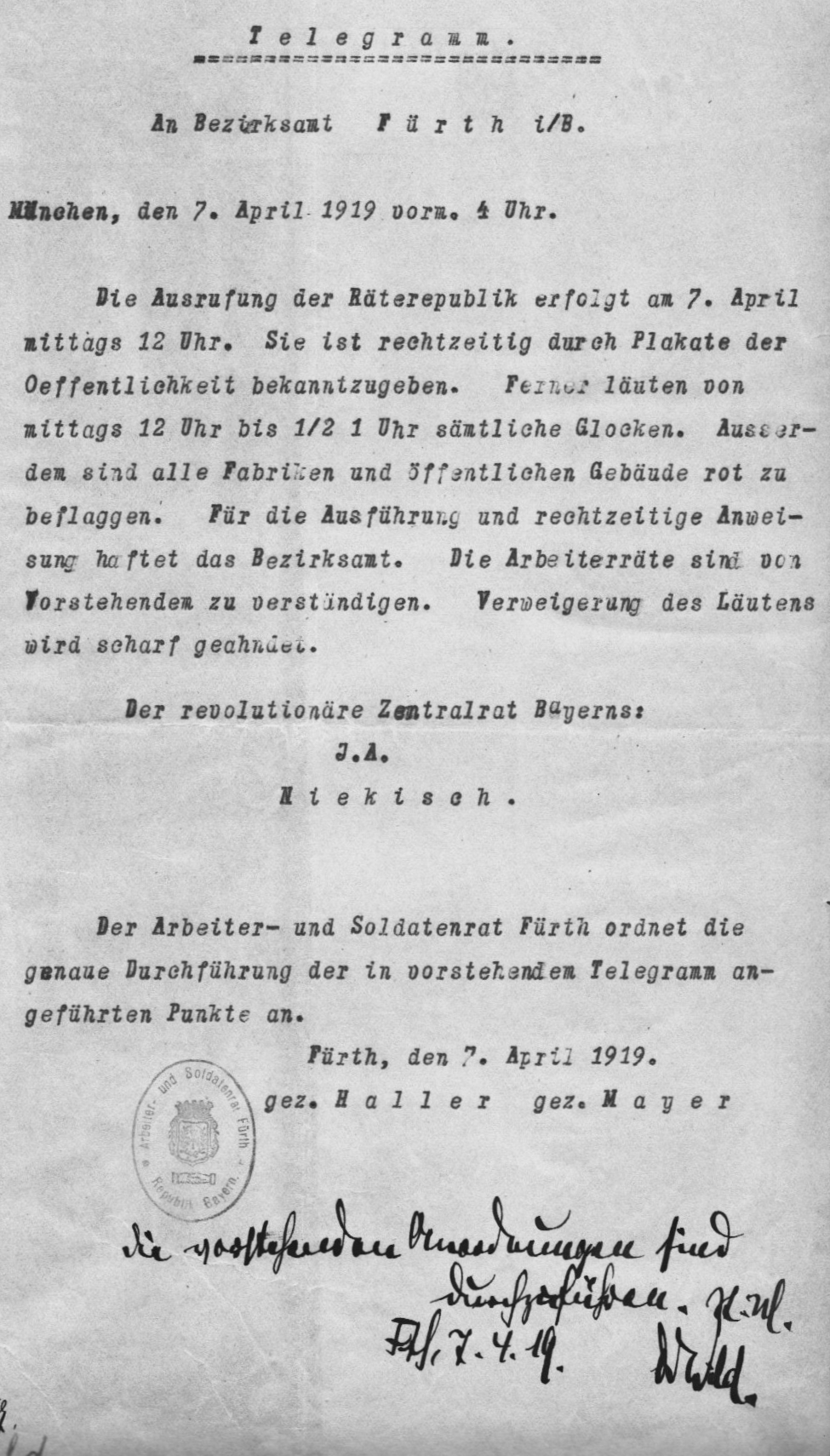
Telegramm des revolutionären Zentralrates Bayern an das Bezirksamt Fürth, gezeichnet von Ernst Niekisch: „Die Ausrufung der Räterepublik erfolgt am 7. April mittags 12 Uhr …“. Der Arbeiter- und Soldatenrat Fürth sowie der seit 1914 amtierende Bürgermeister bestätigten die Anordnungen.

Der unmittelbare Anstoß zur Proklamation der Räterepublik ging von Augsburg aus. Dort verlangten die Teilnehmer einer von der lokalen SPD einberufenen Versammlung nach einem Vortrag Ernst Niekischs am 3. April nahezu einstimmig einen solchen Schritt. Am 4. April traten die Augsburger Arbeiter in den Generalstreik. Der Münchner Zentralrat stellte sich hinter die von Augsburg erhobene Forderung und untersagte das Zusammentreten des auf Betreiben Hoffmanns vom Ältestenrat für den 8. April einberufenen Landtages.
Der Kreis um Hoffmann hielt es zu diesem Zeitpunkt nicht für ratsam, offen gegen die augenscheinlich sehr breite Massenbewegung aufzutreten. Stattdessen versuchten die SPD-Minister, die Linksentwicklung von der Spitze aus unter Kontrolle zu bringen. Schneppenhorst, Minister für militärische Angelegenheiten und Stellvertreter des Ministerpräsidenten, lud nach einer vorhergehenden Aussprache im Ministerrat am Abend des 4. April zu einer Sitzung ins Kriegsministerium ein. Die etwa 30 anwesenden Personen – führende Vertreter der SPD (darunter Minister Segitz und Stadtkommandant Dürr), der USPD (darunter die Minister Simon und Unterleitner), des Bauernbundes und der Anarchisten – sprachen sich sämtlich für die Ausrufung der Räterepublik aus. Fünf amtierende Minister erklärten ihre Bereitschaft, in eine Räteregierung einzutreten. Die Vertreter des Münchner Arbeiterrates bestanden allerdings darauf, vor der Schaffung von Tatsachen noch die KPD zu konsultieren. Während einer zweiten, in der gleichen Nacht stattfindenden Versammlung, an der etwa 150 Personen teilnahmen, erschien eine von Eugen Leviné geleitete Delegation der KPD. Leviné, der das Scheitern des aus einer ähnlichen Situation heraus begonnenen Berliner Januaraufstands vor Ort miterlebt hatte, sprach sich – für die Anwesenden völlig überraschend – ausdrücklich gegen die Proklamation der Räterepublik aus und verband seine Absage mit heftigen Angriffen:

„Wir Kommunisten hegen das größte Misstrauen gegen eine Räterepublik, deren Träger die sozialdemokratischen Minister Schneppenhorst und Dürr sind, die die ganze Zeit den Rätegedanken mit allen Mitteln bekämpften. Wir können es uns nur als einen Versuch bankrotter Führer, durch eine scheinbar revolutionäre Aktion den Anschluss an die Massen zu gewinnen oder als eine bewusste Provokation erklären. […] Gegenwärtig ist der Augenblick der Proklamierung einer Räterepublik außerordentlich ungünstig. Die Massen in Nord- und Mitteldeutschland sind geschlagen […]. Nach dem ersten Rausch würde folgendes eintreten: Die Mehrheitssozialisten würden sich unter dem ersten besten Vorwand zurückziehen und das Proletariat bewusst verraten. Die USPD würde mitmachen, dann umfallen, anfangen zu schwanken, zu verhandeln und dadurch zum unbewussten Verräter werden. Und wir Kommunisten würden mit dem Blut unserer Besten Eure Tat bezahlen. Wir lehnen es ab, der Sündenbock für die Dummheit und Verworrenheit der anderen zu sein […].“

Nach diesen Ausführungen wurde Leviné als „Saupreuße“ und „verkrachter Politiker“ geschmäht. Laut Erich Mühsam wäre „Schneppenhorst beinahe handgreiflich geworden“. Schneppenhorst hat später behauptet, dass er sich lediglich aus „Angst“ vor den anwesenden Radikalen für die Räterepublik eingesetzt habe. Im Prozess gegen Leviné bestätigten allerdings mehrere Zeugen – darunter Konrad Kübler, der Vertreter des Bauernbunds – dessen Aussage, dass Schneppenhorst zu diesem Zeitpunkt der „eifrigste Verfechter der Räterepublik“ gewesen sei. Kübler vertrat sogar die Ansicht, dass es ohne Schneppenhorsts Initiative vom 4. April nicht zur Ausrufung der Räterepublik gekommen wäre.
Unmittelbar nach dem Eklat verließ die Abordnung der KPD „unter den wütenden Beschimpfungen der Mehrheits-Sozialdemokraten“ den Saal. Die Zurückgebliebenen entschieden in den Morgenstunden des 5. April schließlich, die Ausrufung der Räterepublik um zwei Tage zu verschieben. Diese Zeitspanne nutzte Schneppenhorst, um München zu verlassen – mit der Begründung, unter den Truppen in Franken für die Räterepublik werben zu wollen. Auf Betreiben des von der Reichsregierung nach München entsandten Kurt Riezler folgten ihm bis zum 7. April mit Ausnahme der beiden USPD-Minister alle anderen Kabinettsmitglieder. Hoffmann hatte München bereits am 5. April verlassen. Am 6. April sprach sich ein außerordentlicher Parteitag der SPD Oberbayerns in München mit 240 gegen 13 Stimmen für die Räterepublik aus – „unter der Voraussetzung, dass die drei sozialistischen Parteien (Mehrheitssozialisten, Unabhängige und Kommunisten) sich an der Durchführung der Räterepublik beteiligen.“ Die letzte Entscheidung über das weitere Vorgehen lag aber faktisch bei den Anführern der in München etwa 15.000 Mitglieder zählenden USPD, ohne deren Einverständnis jeder einschlägige Beschluss sofort wirkungslos verpufft wäre. Als Tollers Zustimmung vorlag, wurde am Abend des 6. April auf einer von Niekisch geleiteten Sitzung im Wittelsbacher Palais die Proklamation der „Räterepublik Baiern“ – mit Wirkung zum 7. April, 12 Uhr mittags – und die Bildung eines neben dem weiter bestehenden Zentralrat agierenden Rates der Volksbeauftragten beschlossen. Die Verwendung des „i“ statt des „y“ war als antimonarchistische Spitze gegen die seinerzeit von Ludwig I. angeordnete Schreibweise gedacht.

„Die Diktatur des Proletariats ist Tatsache! Eine Rote Armee wird sofort gebildet! Eine Verbindung mit Rußland und Ungarn wird sofort aufgenommen. Eine Gemeinschaft zwischen dem royalistischen Bayern und dem Kaiserdeutschland mit dem republikanischen Aushängeschild kann nicht mehr sein! Ein Revolutionsgericht wird jeden Versuch reaktionärer Machenschaften rücksichtslos ahnden. Die Lügenfreiheit der Presse hört auf. Die Sozialisierung des Zeitungswesens sichert die wahre Meinungsfreiheit des revolutionären Volkes.“

Bis zum 8. April schlossen sich mit Ausnahme Nürnbergs (wo sich Schneppenhorst aufhielt) alle großen Städte Bayerns, südlich der Donau neben Augsburg und Rosenheim auch viele kleinere Städte und Gemeinden wie Memmingen und Dießen der Räterepublik an. Schon am 9. April setzte aber eine Gegenbewegung ein. Auf Betreiben der SPD-Vertreter lösten viele Räte ihre Verbindung zu München, in Würzburg und Ingolstadt wurden die örtlichen Räte von rechtsgerichteten Militärs und Studenten gänzlich beseitigt. Mit Beschluss vom 11. und „Säulenanschlag“ vom 12. April stellte sich der Arbeiter- und Soldatenrat Fürth gegen die Räterepublik, deren engere Einflusszone von da an auf die Achse Augsburg-München-Rosenheim beschränkt war. Der rechte Flügel des Bauernbundes um Georg Eisenberger konnte den Zentralen Bauernrat in München nun isolieren und die Kontrolle über die Bauernräte in der Provinz wiedererlangen; er wurde in der Folge zu einer wesentlichen Stütze der Regierung Hoffmann, die sich im Bamberger Rathaus niederließ und von dort aus eine publizistische Kampagne gegen die Münchner „Tyrannis“ bzw. die „Fremdstämmige[n] und Phantasten“ einleitete. Hoffmann hielt es zu diesem Zeitpunkt für möglich, die Räterepublik mit in München vorhandenen Kräften niederzuwerfen.
Die einflussreichsten Persönlichkeiten der neubegründeten Räterepublik waren neben dem 26-jährigen Toller (der die von Niekisch abgegebene Leitung des Zentralrats übernahm und damit formell „Staatsoberhaupt“ war) die Anarchisten Gustav Landauer (als Volksbeauftragter für Volksaufklärung), Erich Mühsam (der sich selbst als Volksbeauftragter für Äußeres ins Gespräch gebracht hatte, aber von Toller und Landauer abgelehnt worden war) und Silvio Gesell (als Volksbeauftragter für Finanzen). In deren Umfeld bewegten sich – so das harsche Urteil Arthur Rosenbergs – „dunkle Abenteurer, zum Teil offen pathologische Charaktere“, die die Räterepublik durch einfache Inaktivität oder Verwirrung stiftende, mitunter direkt kompromittierende Maßnahmen lähmten und auch bei anfangs sympathisierenden Beobachtern in Verruf brachten. Vom Volksbeauftragten für Äußeres Franz Lipp hatte nach Angaben Niekischs bis dahin „niemand (…) gehört, aber da man einen anderen Kandidaten nicht hatte, schluckte man diesen.“ Der von Toller vorgeschlagene Lipp versicherte dem päpstlichen Nuntius Pacelli in einem Schreiben seine „Ergebenheit“ und ließ am 10. April folgenden Funkspruch absetzen:

„Tschitscherin, Lenin, Moskau. Proletariat Oberbayerns glücklich vereint. Sozialisten plus Unabhängige plus Kommunisten fest als Hammer zusammengefügt, mit Bauernbund einig. Klerikale uns wohlgesinnt. Liberales Bürgertum als Preußens Agent völlig entwaffnet. Bamberg Sitz des Flüchtlings Hoffmann, welcher aus meinem Ministerium den Abtrittsschlüssel mitgenommen hat. (…) Wir wollen den Frieden für immer. Immanuel Kant: 'Zum ewigen Frieden', 1795, Thesen 2-5.“

Der wohl psychisch kranke Lipp wurde kurz darauf abgelöst und in eine Heilanstalt eingewiesen. Dagegen konnte der im März von Hoffmann eingesetzte „Sozialisierungsspezialist“ Otto Neurath, der eine „Sozialisierung ohne Enteignung“ propagierte, seine Tätigkeit fortsetzen. Gesell kündigte am 11. April in einem Telegramm die Einführung des „absoluten Geldes“ an und forderte die Reichsbank zu einer Stellungnahme auf. Keine einzige der von der Räteregierung angekündigten Maßnahmen – Bildung einer Roten Armee, Aufbau einer „sozialistisch-kommunistischen Wirtschaft“, Sozialisierung der Presse, „Austilgung“ der Bürokratie, Bildung eines Revolutionsgerichts – wurde ernsthaft in Angriff genommen. Banken und Fabriken verblieben in privater Hand, die alten Zivilbeamten arbeiteten weiter, eine Bewaffnung der Arbeiter unterblieb, die polizeilichen Ordnungshüter versahen in der „Republik der Anarchisten“ unangefochten ihren Dienst – „alles wie sonst“, wie das KPD-Blatt Münchner Rote Fahne am 9. April trocken formulierte. Thomas Mann hielt am 7. April in seinem Tagebuch den Eindruck fest, dass es sich bei der Räterepublik augenscheinlich „um ein vorbeugendes Werk der Mehrheitssozialisten handelt, wie schon bei der ersten Revolution“.
Die Kommunisten beteiligen sich nicht an der ersten Räterepublik, da ihnen keine führende Rolle zukam, aber auch aus prinzipiellen Gründen, da die Räteregierung nicht von den Arbeitern gewählt wurde. Die Anführer der KPD – neben Leviné vor allem Max Levien, Willi Budich und Paul Frölich – bezeichneten die Gründung vom 7. April als „Scheinräterepublik“ (auch „Schriftstellerrepublik“) und schlossen Wilhelm Reichart, der ohne Rücksprache mit ihnen als Volksbeauftragter für militärische Angelegenheiten in die Räteregierung eingetreten war, aus der Partei aus. Dieser Standpunkt ergab sich neben grundsätzlichen Erwägungen auch aus dem Umstand, dass Leviné der lokalen KPD – deren Mitglieder er in einem Brief als „die reinsten Kinder“ beschrieb – eine aktive und führende Rolle nicht zutraute. Dennoch bemühte sich die Partei seit dem 9. April, Kräfte zur Abwehr der sich bereits deutlich abzeichnenden gegenrevolutionären Gefahr zu mobilisieren.
Unter den Mitgliedern der Münchner SPD fand am 11. April eine Urabstimmung über die Frage der Entsendung eigener Vertreter in die Gremien der Räterepublik statt. Dabei sprachen sich 3.479 Mitglieder für und 3.507 gegen einen solchen Schritt aus.

## Kommunistische Räterepublik (Zweite Räterepublik)
Am Palmsonntag, dem 13. April 1919, kam es unter der Führung von Alfred Seyffertitz (1884–1944), einem Kommandanten der zur Bamberger Regierung loyalen Republikanischen Schutztruppe, zu einem Angriff auf die Räterepublik, bei dem einige Mitglieder des Zentralrats, darunter Erich Mühsam, verhaftet wurden. Dieser so genannte Palmsonntagsputsch wurde von der sich im Aufbau befindenden „Roten Armee“ unter Soldatenrat Rudolf Egelhofer (KPD), der als Matrose Ende Oktober 1918 schon am Kieler Aufstand beteiligt gewesen war, noch am selben Tag niedergeschlagen, da sich die meisten Münchner Truppenverbände dem Umsturzversuch nicht anschlossen. Die Republikanische Schutztruppe unterlag gegen 21 Uhr nach Kämpfen am Münchner Hauptbahnhof, die 21 Todesopfer forderten.

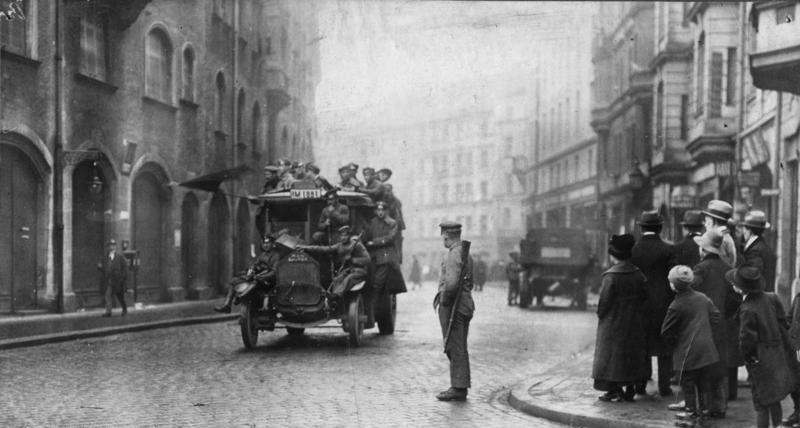
Revolutionäre Soldaten der Roten Armee auf einer Patrouillenfahrt in München

Als Reaktion riefen im Hofbräuhaus die Betriebs- und Soldatenräte noch während der Kämpfe die Kommunistische Räterepublik aus. Die gesetzgebende und die vollziehende Gewalt wurden in dieser zweiten Phase der Räterepublik an einen Aktionsausschuss aus 15 Personen unter Führung von Eugen Leviné übertragen. Leviné war von der KPD-Zentrale in Berlin nach München entsandt worden. Zum Aktionsausschuss kamen am 16. April weitere Mitglieder hinzu (u. a. Toller, Klingelhofer und Axelrod), so dass die Anzahl der Mitglieder auf über 30 anstieg. Von diesem Aktionsausschuss wurde ein aus fünf Personen bestehender Vollzugsrat gewählt, der neben Leviné aus Max Levien, Emil Maenner, Wilhelm Duske und Willi Budich (Ps. Dietrich) bestand. Die Führung der Kommunistischen Partei, und damit die eigentlichen Machthaber waren Leviné, Levien, Willi Budich und Paul Frölich (Ps. Paul Werner).
Ebenso wie Leviné stammten Levien und Axelrod ursprünglich aus Russland, wo sie an revolutionären Entwicklungen beteiligt gewesen waren. Obwohl sowohl Leviné als auch Levien schon lange vor dem Ersten Weltkrieg die deutsche Staatsbürgerschaft erhalten hatten, steigerte ihre Herkunft in nationalkonservativen und rechtsextremen Kreisen die Angst vor einer „russischen Bolschewisierung“ Bayerns, wobei die jüdische Herkunft (Leviné) bzw. vermeintlich jüdische Herkunft (Levien) eine von rassistischen und antisemitischen Vorurteilen geprägte Grundstimmung im entsprechenden Umfeld noch verstärkte. Diese kommunistische Räteregierung wurde von Teilen der Bevölkerung als „Russenherrschaft“ verunglimpft.
Tatsächlich bildeten die bayerischen Räte in ihrer Gesamtheit jedoch eine äußerst heterogene Mischung mit sehr unterschiedlichen Sozialismus-Vorstellungen. Im Überblick betrachtet waren die Anhänger eines Rätemodells nach sowjetrussischem Vorbild an der Basis der von der KPD dominierten Räteregierung nur eine Minderheit.
Bei alledem war die kommunistische Räterepublik konsequenter in der praktischen Umsetzung ihrer Ziele als ihre unmittelbaren Vorgänger. Doch auch ihr war unter den denkbar ungünstigen Bedingungen der militärischen Bedrohung nur sehr wenig Zeit und Gelegenheit beschieden, ihre Vorstellungen umzusetzen. Es kam zu Maßnahmen wie die Einführung von sogenannten Hauskomitees, das Verbot der bürgerlichen Presse, die Konfiszierung von Privateigentum (u. a. zur Schaffung von Wohnraum), der Ausrufung eines Generalstreiks und umgehenden Verhaftungen.

Ernst Toller und Gustav Landauer erkannten den Aktionsausschuss an und beteiligten sich zunächst auch an der kommunistischen Räterepublik. Allerdings trat Landauer, nachdem sein Kulturprogramm von Leviné abgelehnt worden war, schon drei Tage später, enttäuscht und resignierend wegen Haltung und Politik der KPD-Führung, von allen seinen Posten und Ämtern in der Räterepublik zurück.

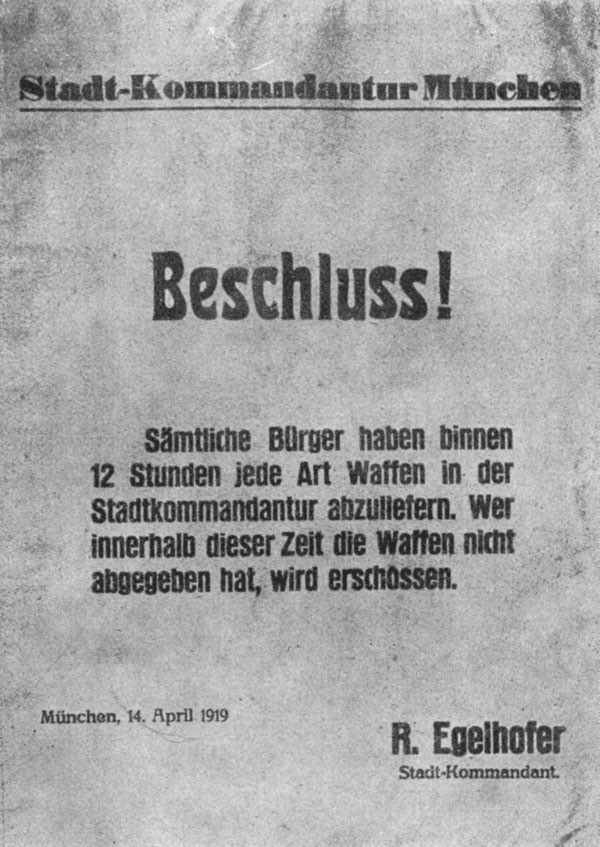
Anschlag der Stadtkommandantur München am 14. April 1919

Um die Räterepublik zu schützen, wurde die Rote Armee unter Rudolf Egelhofer zu einer Stärke von 9.000–10.000 Mann ausgebaut. Ihm wurde Ernst Toller als stellvertretender Inhaber des militärischen Oberkommandos zur Seite gestellt. Zu den Soldaten gehören neben ehemaligen Berufssoldaten auch Bauern und das städtische Proletariat. Die „Rote Armee“ war militärisch sowohl quantitativ als auch qualitativ, nicht zuletzt aufgrund des Mangels an Erfahrung in deren Mannschaft und Führung, den anrückenden Freikorps und Reichswehreinheiten deutlich unterlegen.
Dennoch gelang es am 16. April einigen Einheiten der Rotgardisten unter dem Kommando Tollers, in der Schlacht um Dachau bis Dachau vorgedrungene Freikorpsverbände zu besiegen und zunächst zurückzudrängen.
Ernst Toller war, bedingt durch seine Kriegserfahrungen als Artillerieunteroffizier, im Grunde ein überzeugter Pazifist. Er übernahm die Befehlsgewalt über die „Rote Armee“ nur ungern, jedoch mit der Einsicht der aus der Situation geborenen Notwendigkeit. Seine Erfahrungen und den gewissensbelastenden Zwiespalt zwischen gewaltablehnender Überzeugung und der Notwendigkeit der Verteidigung einer sozialen Revolution verarbeitete er später im expressionistischen Theaterstück Masse Mensch, das nach seiner späteren Verurteilung im Gefängnis entstand.
Die Räteregierung beabsichtigte, keinen eigenen Weg zu gehen, sondern die Revolution in Bayern zu einem Teil der geplanten Weltrevolution unter Moskauer Führung zu machen – im Verbund mit der ungarischen Räterepublik und einer sich in Österreich zu dem Zeitpunkt scheinbar ebenfalls ankündigenden revolutionären Umgestaltung.
Leviné nahm Kontakt zu Sowjetrussland auf, um sich der Unterstützung Lenins zu versichern. Der schickte ein knapp gehaltenes Telegramm, in dem er seine grundsätzliche inhaltliche Solidarität bekundete und konkrete Fragen stellte, beziehungsweise Vorschläge bezüglich der Umsetzung der proletarischen Machtergreifung unterbreitete. Da sich Russland selbst zwischen 1918 und 1922 in der schwierigen Situation eines Bürgerkriegs (vgl. Russischer Bürgerkrieg) befand, war die Erwartung einer praktischen Unterstützung der Münchner Räterepublik, etwa im Sinn von militärischer Hilfe, allerdings illusorisch.

## Niederschlagung der Räterepublik
Inzwischen verbreiteten die Revolutionsgegner Gerüchte über Gräueltaten der Revolutionäre in München, die zu einer massiven Gegenbewegung führten. Die ehemalige Regierung Hoffmann in Bamberg hetzte die Landbevölkerung gegen die „Diktatur der Russen und Juden“ in der Stadt auf, die angeblich die Frauen zu Gemeineigentum erklärt haben. Eine Hungerblockade gegen die Münchner Räterepublik war die Folge.
Hoffmann und die Mehrheit des „Bamberger Landtags“ unterstützten die Bildung von Freikorps zur gewaltsamen Niederschlagung der Räterepublik. Es gelang den „Bambergern“ aber nicht, ausreichend bayerische Truppen zu rekrutieren, die zum Kampf gegen ihre Landsleute in München bereit waren. Ministerpräsident Hoffmann (SPD) forderte deshalb von Reichswehrminister Gustav Noske (SPD) zusätzlich zu den Freikorps Reichswehrverbände aus Berlin an, die er nach der Niederlage der Freikorps in Dachau zugesagt bekam.

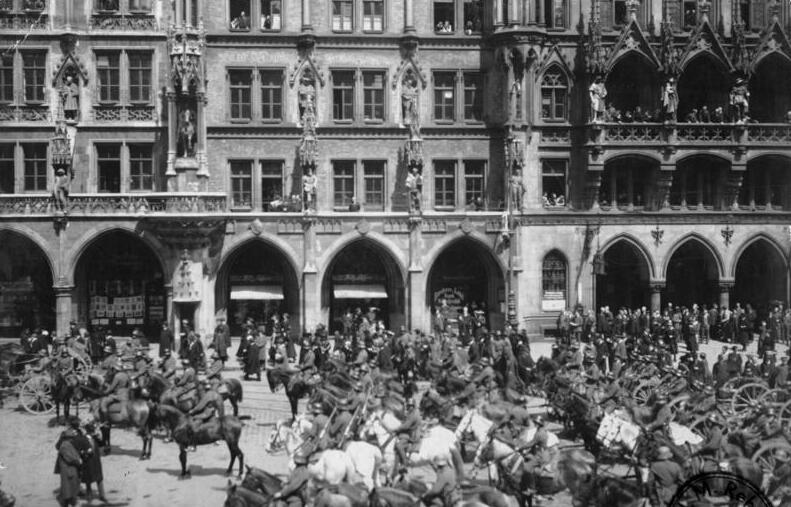
München, Marienplatz: Einmarsch von Truppen der Reichswehr

In der zweiten Aprilhälfte rückten zur „Reichsexekution“ etwa 35.000 Reichswehrsoldaten gegen München vor. Noske war von der Regierung in Berlin beauftragt und zeigte sich entschlossen, dem „Karneval des Wahnsinns“ ein gnadenloses Ende zu bereiten. Die Leitung der Operationen übertrug er dem früheren preußischen Generalleutnant Ernst von Oven. Mit dabei waren frühere bayerische Offiziere wie Franz von Epp, der bereits im Jahr 1900 bei der Niederschlagung des Boxeraufstandes im Kaiserreich China und 1904 an dem berüchtigten Massaker an den Herero in Deutsch Südwest-Afrika beteiligt gewesen war. Dem Freikorps Epp schloss sich auch der spätere Führer der SA Ernst Röhm an. Viele Soldaten trugen schon das Hakenkreuz am Helm, das Symbol des völkisch-nationalistischen Geheimbunds Thule-Gesellschaft, deren etwa 250 Münchner Mitglieder in verdeckten Aktionen gegen die Revolution aufgetreten waren.
Die „Rote Armee“ konnte zwar anfängliche Gefechte gewinnen, doch die gegenrevolutionäre „weiße“ Armee aus preußischen und württembergischen Truppen sowie Freikorps besetzte am 20. April Augsburg, wo es daraufhin zu einem Generalstreik kam. Die Bamberger Regierung verhängte am 25. April über München das Standrecht. Den Revolutionären gelang es nicht, ausländische Hilfe zu gewinnen oder den Münchner Erzbischof als Geisel zu nehmen.
In der Folge entstanden Spannungen im Aktionsausschuss zwischen Mitgliedern der USPD (Toller) und der KPD (Leviné). Beide Fraktionen erkannten, dass die Chancen einer erfolgreichen Verteidigung der Räterepublik nahezu aussichtslos waren. Wo die Leute um Toller aber auf Verhandlungen mit der „Regierung Hoffmann“ drängten, um sinnlose Opfer zu vermeiden, bestand die kommunistische Führung auf der Fortführung des Kampfes als historisches Signal für spätere revolutionäre Möglichkeiten. Eine Einigung war nicht möglich, jedoch konnte sich Toller zunächst durchsetzen. Am 27. April trat der Aktionsausschuss zurück. Ein provisorischer Aktionsausschuss aus Toller, Klingelhöfer und Heinrich Keller übernahm die Geschäfte, bis am nächsten Tag von der Versammlung der Betriebs- und Soldatenräte ein neuer Aktionsausschuss und von diesem ein neuer Vollzugsausschuss (Luitpold Wald, Heinrich Kellner, Josef Mayer und Adolf Schmidt) gewählt wurde. Kommunisten waren nun nicht mehr an der Regierung beteiligt. Die gesuchten Verhandlungen mit Hoffmann scheiterten. Er war zu keinen Kompromissen bereit und bestand auf der bedingungslosen Kapitulation der Räterepublik.
Am 26. April 1919 wurden 22 Gegner der Münchener Räterepublik im als Kaserne benutzten Luitpold-Gymnasium interniert. Kurze Zeit später, am 29. April 1919, verbreitet sich das Gerücht, dass bei der Eroberung Grünwalds elf Rotgardisten als Geiseln genommen und ermordet worden seien. Daraufhin wurden am 30. April zehn der Internierten erschossen. Bei den Opfern handelte es sich um sieben Angehörige der Thule-Gesellschaft (darunter Hella Gräfin von Westarp und Gustav von Thurn und Taxis), zwei bayerische Weißgardisten sowie den jüdischen Kunstprofessor Ernst Berger, der eine Bekanntmachung der Räteregierung heruntergerissen haben soll. Die Erschießungen fanden vor den Augen der Rotgardisten und der anderen Gefangenen statt, zuvor waren mindestens zwei der Mordopfer durch Schläge schwer misshandelt worden. Den Opfern wurde es erlaubt Abschiedsbriefe zu verfassen. Es ist unklar, ob der Befehl zur Ermordung von Soldatenrat Egelhofer kam oder der lokale Kommandant Fritz Seidel auf eigene Faust gehandelt hat. Auch die Beteiligung bzw. Billigung der im Luitpold-Gymnasium versammelten entmachteten kommunistischen Führung um Leviné und Levien ist unklar. Acht Tatbeteiligte wurden später zum Tode verurteilt und hingerichtet, den möglichen Befehlsgeber Egelhofer ermordeten Weißgardisten nach seiner Ergreifung. Der gesamte Fall wurde von Medien als „Geiselmord von München“ bezeichnet und überregional rezipiert.

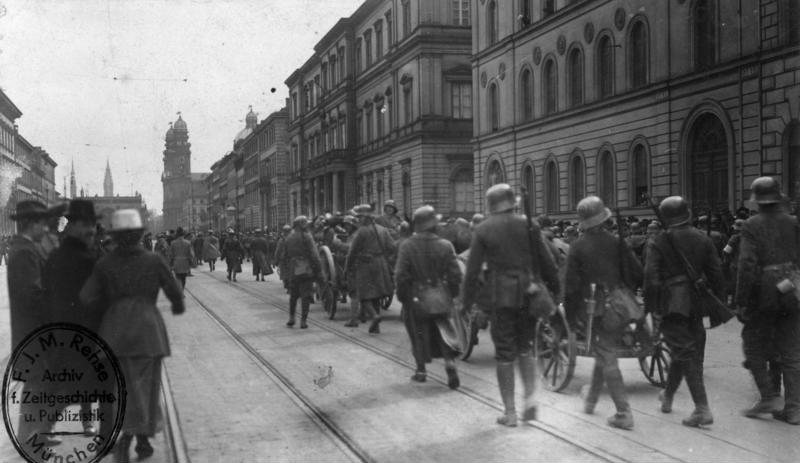
Weißgardisten rücken in München ein

Am 1. Mai 1919 schloss die „weiße“ Armee München ein und eroberte die Stadt bis zum darauffolgenden Tag vollständig. Damit endete die letzte Räteregierung sowohl in Bayern als auch in ganz Deutschland. Der Widerstand der übrig gebliebenen etwa 2.000 Kämpfer der „Roten Armee“ war insgesamt schwach und blieb auf einige wenige Stellen beschränkt. In Kolbermoor im Landkreis Rosenheim konnten sich Anhänger der Räterepublik bis zum 3. Mai halten, der Vorsitzende des dortigen Rates Georg Schuhmann wurde am 4. Mai von Freikorpssoldaten ermordet.
Am 6. Mai 1919 wurde in München eine Versammlung des katholischen Gesellenvereins St. Joseph als „spartakistisch“ denunziert. 21 Gesellen wurden erschossen. Das Verbrechen wurde reichsweit als „Münchner Gesellenmord“ bekannt. Verurteilt wegen Totschlags wurden lediglich drei Soldaten. Die Verfahren gegen die Offiziere, die den Münchner Gesellenmord befohlen hatten, wurden eingestellt.
Der „Geiselmord“ vom 30. April im Luitpold-Gymnasium galt den Freikorps als Rechtfertigung für ihre nun folgende Terrorherrschaft in München, die weitaus mehr Menschenleben fordern sollte als die Kämpfe bis zum 3. Mai. Das Standrecht wurde in München am 1. August aufgehoben. Der Kriegszustand endete am 1. Dezember 1919.
Drei Wochen nach der Niederschlagung der Räterepublik legte die Regierung Hoffmann am 24. Mai dem Landtag einen Verfassungsentwurf (Bamberger Verfassung) vor. Bald darauf kehrte sie nach München zurück. Bevor dieser Entwurf verabschiedet werden konnte, leitete ihn die Mehrheit der Abgeordneten zunächst an einen Ausschuss weiter. Am 14. August wurde die „Bamberger Verfassung“ unterzeichnet, die am 15. September in Kraft trat.

Einige Protagonisten aus der Führungsebene der Münchner Räterepublik
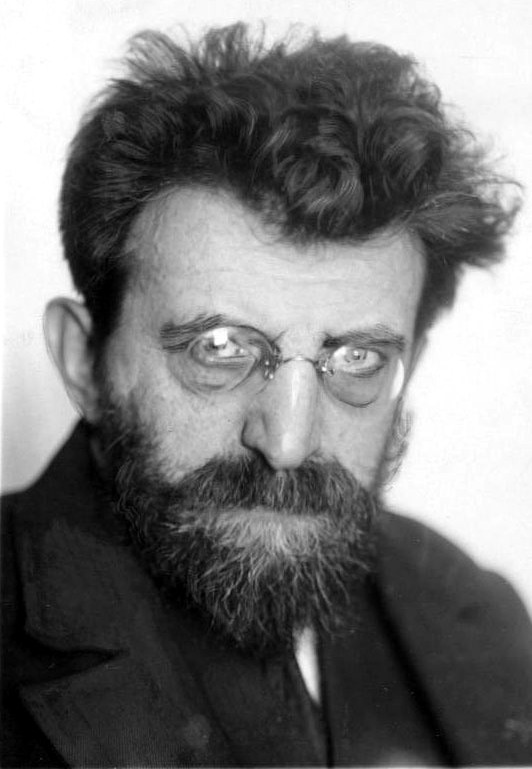
Erich Mühsam (1878–1934), anarchistischer Schriftsteller, nach Niederschlagung der Räterepublik verurteilt zu 15 Jahren Festungshaft, 1924 amnestiert, zu Beginn der nationalsozialistischen Diktatur erneut inhaftiert und 1934 im KZ Oranienburg ermordet
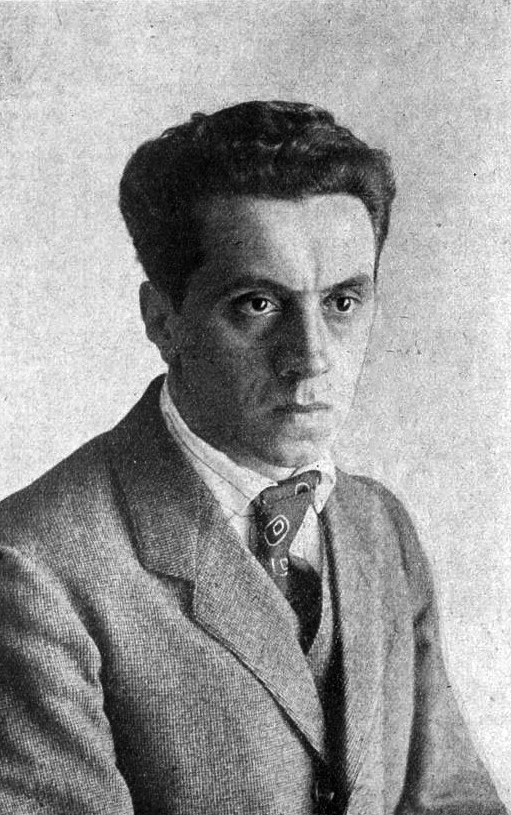
Ernst Toller (1893–1939), USPD, linkssozialistisch-pazifistischer Schriftsteller und Dramaturg, nach Niederschlagung der Räterepublik verurteilt zu fünf Jahren Festungshaft, vom NS-Regime ausgebürgert, als Emigrant 1939 Tod durch Suizid in New York/USA
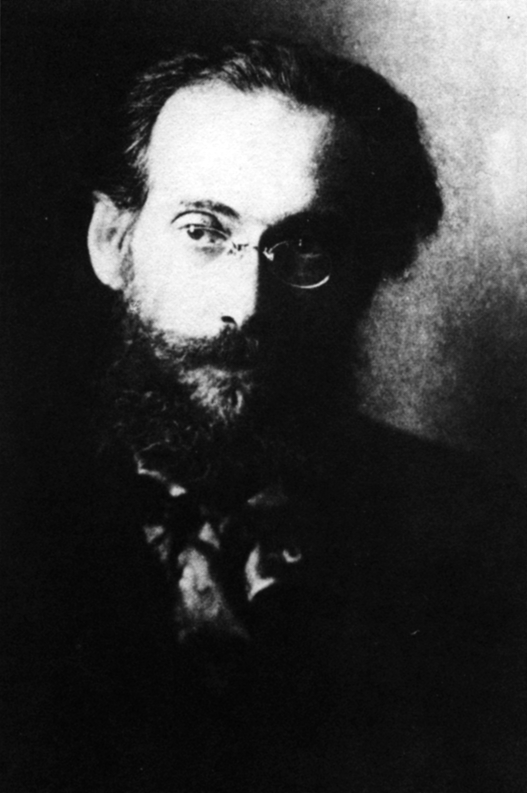
Gustav Landauer (1870–1919), anarchistischer und pazifistischer Philosoph, unmittelbar nach Niederschlagung der Räterepublik inhaftiert und in der Haft von Freikorps-Soldaten misshandelt und ermordet
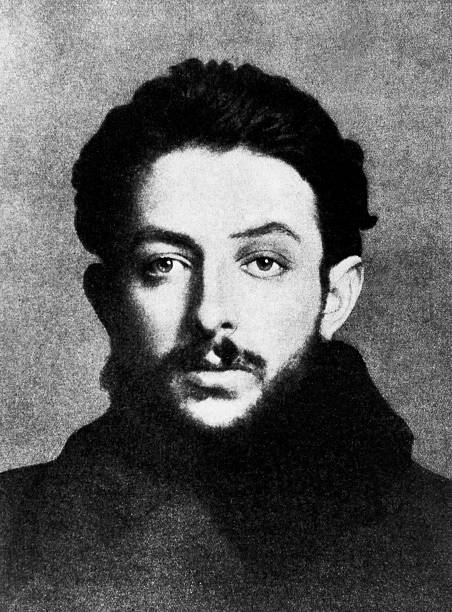
Eugen Leviné (1893–1919), KPD, nach Niederschlagung der Räterepublik zum Tode verurteilt und hingerichtet

„München war die einzige Stadt Deutschlands, in der die ‚Diktatur des Proletariats‘ zeitweilig verwirklicht worden ist. Beinahe vier Wochen bestand die Münchner Räterepublik. Eine Regierung löste die andere ab. Neue Persönlichkeiten tauchten auf und verschwanden ebenso schnell, wie sie gekommen waren. Die Ereignisse flogen wie Bilder in einem Lichtspiel mit fabelhafter Geschwindigkeit am Zuschauer vorüber. Mit ungeheurem Enthusiasmus proklamiert, schien es, dass sich ihr allmählich auch das ganze Land anschließen würde. Aber schon nach zwei Wochen ihres Bestehens wurde es klar, dass früher oder später die Räterepublik an innerer Fäulnis zusammenbrechen müsse.“

## Opferbilanz der Kämpfe um die Räterepublik

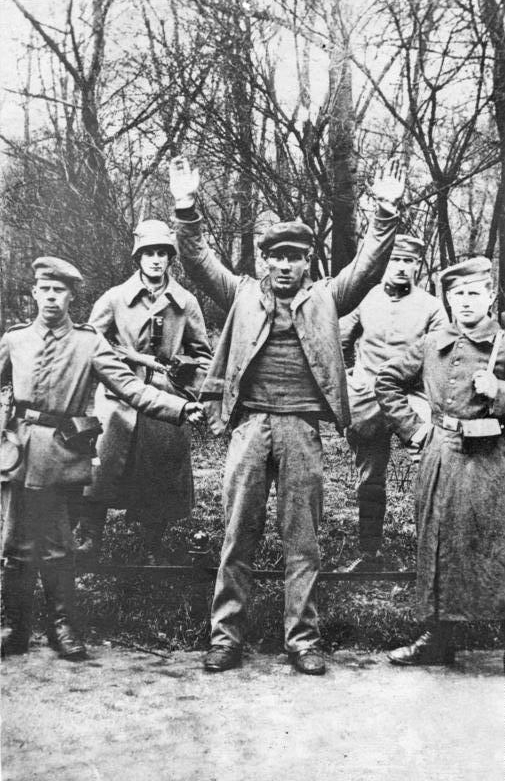
Der vom Sicherheits-Bataillon Ulm gefangen genommene 18-jährige Eisendreher Johann Lehner kurz vor seiner Ermordung, 3. Mai 1919

Während der Kämpfe bis zur Niederschlagung der Revolution wurden 606 Tote registriert, davon waren 233 Kämpfer der Roten Armee und 335 Zivilisten, die meist als vermeintliche Revolutionäre durch die Freikorps getötet worden waren. Die restlichen 38 Toten waren als Angehörige der konterrevolutionären Regierungstruppen/Freikorps gefallen. Die Dunkelziffer weiterer Todesopfer bis 3. Mai liegt hoch, es wurden teilweise bis zu 400 weitere Tote geschätzt, die wesentlich den Erschießungskommandos der Freikorps zum Opfer gefallen sein dürften. Unter anderem wurden 52 russische Kriegsgefangene von einem Freikorps in einer Kiesgrube bei Gräfelfing erschossen.
Gustav Landauer wurde am 2. Mai von Soldaten und Freikorps-Mitgliedern im Gefängnis Stadelheim durch Pistolenschüsse schwer verletzt und schließlich zu Tode getreten. Am 3. Mai wurde auch Kriegskommissar Rudolf Egelhofer ohne Gerichtsurteil ermordet.
Nach der Niederlage der Räterepublik wurden Hunderte auch aufgrund falscher und willkürlicher Denunziationen verhaftet und hingerichtet. Beispielsweise denunzierte ein Pfarrer aus München-Perlach zwölf Arbeiter, die dann von Freikorps-Soldaten ausgeplündert und am 5. Mai im Garten des Hofbräukellers erschossen wurden. Auch Adolf Hitler, zu jener Zeit in München kasernierter Soldat, denunzierte mehrere mit der Räterepublik sympathisierende Kameraden seines ehemaligen Regiments.
In den folgenden Wochen wurden über 2200 Unterstützer der Räterepublik von Standgerichten zum Tode oder zu Haftstrafen verurteilt. Max Levien war einer der wenigen revolutionären Anführer, denen die Flucht gelang. Eugen Leviné wurde des Hochverrats angeklagt und zum Tode verurteilt. Nach seiner Hinrichtung am 5. Juni 1919 kam es unter anderem in Berlin zu einem Generalstreik. Erich Mühsam wurde zu 15 Jahren Haft verurteilt, jedoch nach 5 Jahren amnestiert, Toller zu fünf Jahren, die er vollständig absaß. Toller wurde im Prozess von Hugo Haase verteidigt. Der Professor für Gesellschaftswissenschaft, Wirtschaftsgeschichte und Nationalökonomie, Max Weber, der seit dem Sommersemester 1919 an der Münchner Universität lehrte, trat am 16. Juli 1919 im Strafprozess gegen Toller als Zeuge auf und bekräftigte die „absolute Lauterkeit“ eines radikalen „Gesinnungsethikers“; diese Zeugenaussage trug dazu bei, Ernst Toller, der stellvertretender Kommandeur der „Roten Armee“ gewesen war, vor dem Todesurteil zu bewahren. Silvio Gesell wurde inhaftiert und nach mehrmonatiger Haft im Juli 1919 in einem Hochverratsprozess vor einem Münchner Standgericht aufgrund seiner Selbstverteidigungsrede freigesprochen.

## Polarisierung nach der Räterepublik
Der auf beiden Seiten entstandene Hass vergiftete lange die politischen Verhältnisse. Die Tatsache, dass einige der führenden Personen der Räterepublik jüdischer Herkunft waren (Ernst Toller, Erich Mühsam, Gustav Landauer, Eugen Leviné, Tobias Akselrod, Arnold Wadler und Frida Rubiner), lieferte den konservativen und vor allem den rechtsextremistischen Kreisen den Vorwand, um allgemein gegen das Judentum (eine angebliche „jüdisch-bolschewistische Weltverschwörung“) zu agitieren. Bei breiten Bevölkerungsschichten, in denen zumindest latent schon lange antisemitische Vorurteile vorherrschend waren, stießen sie dabei oft auf fruchtbaren Boden.
Das Trauma, die Wunden und die Folgen der Revolutionszeit, Hunger, Angst, viele Tote, Hass, die Dolchstoßlegende sowie die Versäumnisse der Revolution, wie etwa eine (ausgebliebene) Demokratisierung der monarchistischen Justiz und Verwaltung, waren ein schweres Erbe für die Demokratie in der Zeit der Weimarer Republik und begünstigten den Aufstieg der Nationalsozialisten, der in Bayern seinen Ausgang nahm.
Die juristische Aufarbeitung der Münchner Räterepublik nach ihrer Niederschlagung zeigte zum ersten Mal in großem Stil die politische Einseitigkeit der Justiz in der Weimarer Republik: Während politisch rechts motivierte Verbrechen gar nicht oder sehr milde bestraft wurden, wurden links motivierte Straftaten mit der vollen Härte des Gesetzes verfolgt.
Mit dem Zusammenbruch der kommunistischen Räterepublik änderte sich das politische Klientel in der Stadt: Kommunisten und linke Sympathisanten verließen sie, während sich rechte Gruppierungen in München in Stellung brachten. Nach der Niederschlagung der Revolution setzte eine Art Konterrevolution ein. Spätestens ab 1920 machten unter der Ministerpräsidentschaft Gustav Ritter von Kahrs die rechten Machthaber Bayern zur rechtsextremen „Ordnungszelle“ in Deutschland. Der Freistaat galt zugleich als wichtiger Zufluchtsort für viele andernorts straffällig gewordene Rechtsextremisten, beispielsweise Mitgliedern der Terrorgruppierung Organisation Consul, die für mehrere politische Morde verantwortlich war, darunter auch an den Reichspolitikern Matthias Erzberger und Walther Rathenau.
Adolf Hitler war im April 1919 Vertrauensmann seiner Kompanie und wurde am 15. April zum Ersatzmann im „Bataillons Rat“ der Münchner Soldatenräte gewählt. Die Münchner Garnison stand seit November 1918 fest hinter der Revolution und dem radikalen Wandel zur Räterepublik. Hitler teilte in jenen Monaten offensichtlich die Ansichten der sozialistischen Regierung in einem gewissen Maße, auf jeden Fall äußerte er keine abweichende Meinung, andernfalls wäre er nicht als Vertrauensmann der Soldaten gewählt worden. Vermutlich trug er sogar die rote Armbinde der Revolution, wie alle Soldaten der Münchner Garnison, weswegen Hitler später wenig über diese Zeit verlauten ließ. Als Erklärungen sind opportunistische Erwägungen (Hinauszögerung der Demobilisierung) und/oder das seinerzeitige allgemeine „ideologische Durcheinander in den Köpfen“ denkbar. Unter den engeren Kameraden war Hitler spätestens seit Mitte April 1919 als Konterrevolutionär bekannt, wofür auch die Denunziation zweier Kollegen aus dem „Bataillons Rat“ bei einem Tribunal wenige Tage nach Niederschlagung der Räterepublik spricht.

## Theater und Film
- Toller; szenische Revue von Tankred Dorst, Uraufführung am 9. November 1968 unter der Regie von Peter Palitzsch im Kleinen Haus des Württembergischen Staatstheaters Stuttgart.[53]
- Die Münchner Räterepublik. 1. Teil: Kurt Eisner – zwischen Demokratie und Diktatur. 2. Teil: Ende mit Schrecken. Fernsehfilme, Bundesrepublik Deutschland 1969/1970, jeweils 90 Minuten, Buch: Hellmut Andics, Regie: Helmuth Ashley, Produktion: ZDF, Erstausstrahlung: 10. Januar 1971.
- Die Dichter und die Räterepublik. Spurensuche einer vergessenen Revolution. Dokumentation und Doku-Drama, Bundesrepublik Deutschland 1990, 58 Minuten, Buch: Michael Schneider, Regie: Wolfgang F. Henschel, Produktion: ZDF.
- Rote Räte - die bayerische Revolution aus der Sicht von Augenzeugen. Dokumentarfilm, Bundesrepublik Deutschland 2019, 60 Minuten, Buch und Regie: Klaus Stanjek, Produktion: Cinetarium.[54]
- Dreieinhalb Wochen im Münchner Frühling[55], ein dokumentarisches Theaterstück nach einer Textmontage von Reinhard Pabst und Florian Weiß, Uraufführung am 22. März 2019 unter der Regie von Reinhard Pabst im Fraunhofertheater in München[56].
- Rotmord ist ein Film über Toller und die Münchner Räterepublik unter der Regie von Peter Zadek. Der Film fängt die extremen und mitunter bizarren Episoden der der Münchner Räterepublik ein und dreht sich unter anderem um die Auseinandersetzung zwischen Ernst Toller und dem Kommunisten Eugen Leviné sowie um Fragen über die Auswirkungen politischer Ideale und Aktivismus in Zeiten von ausufernder politischer Unterdrückung und Gewalt. Der Film gewann 1969 den Prix Italia und 1970 den Adolf-Grimme-Preis mit Gold.[57]

## Darstellung in der bildenden Kunst (Auswahl)

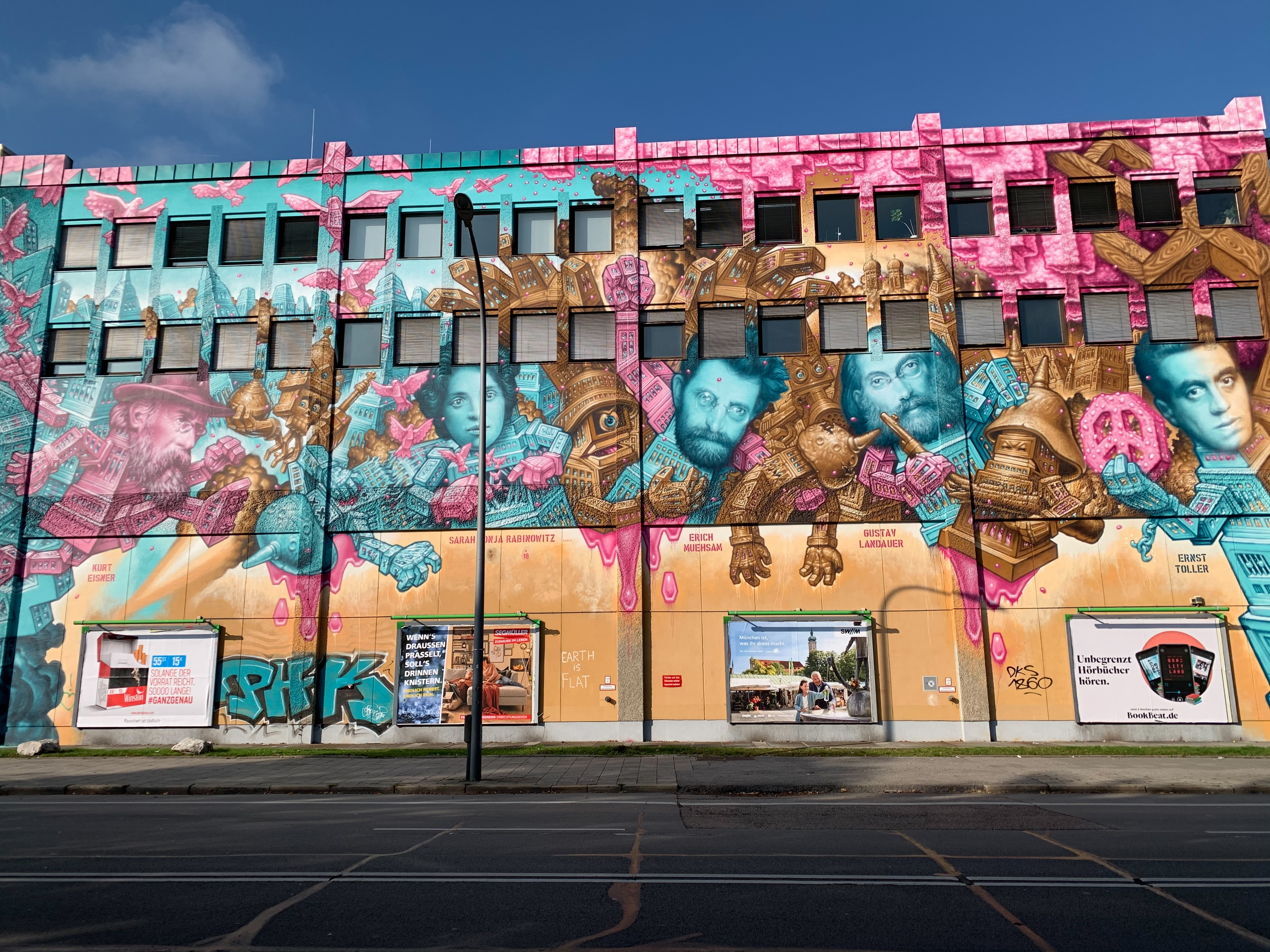
Mural von WON ABC in München

2019 gestaltete der Künstler WON ABC am Giesinger Berg ein 700 m² großes abstrakt buntes Mural mit den fotorealistischen Köpfen mehrerer Protagonisten der Räterepublik.